# Bündnis 90/Die Grünen
Bündnis 90/Die Grünen (Eigenschreibweise: BÜNDNIS 90/DIE GRÜNEN, Kurzbezeichnung: Grüne; auch als Bündnisgrüne, B’90/Grüne, B’90/Die Grünen oder Die Grünen bezeichnet) ist eine politische Partei in Deutschland. Ein inhaltlicher Schwerpunkt ist die Umweltpolitik. Leitgedanke „grüner Politik“ ist ökologische, ökonomische und soziale Nachhaltigkeit.
In Westdeutschland und West-Berlin entstammt die am 12./13. Januar 1980 in Karlsruhe gegründete Partei Die Grünen der Anti-Atomkraft- und Umweltbewegung, den Neuen Sozialen Bewegungen, der Friedensbewegung und der Neuen Linken der 1970er-Jahre. Bei der Bundestagswahl 1983 gelang den Grünen der Einzug in den Bundestag und von 1985 bis 1987 stellten sie in einer rot-grünen Koalition in Hessen mit Joschka Fischer erstmals einen Landesminister. Nach der Wiedervereinigung scheiterten die westdeutschen Grünen bei der Bundestagswahl 1990 an der Fünfprozenthürde.
Zwei weitere Entwicklungslinien gehen auf die Bürgerbewegung in der DDR zurück. Die während der politischen Umbrüche im Herbst 1989 gegründeten Initiative Frieden und Menschenrechte, Demokratie Jetzt sowie das Neue Forum bildeten das Bündnis 90. Dieses zog bei der Bundestagswahl 1990 zusammen mit der zur Jahreswende 1989/1990 gegründeten Grünen Partei in der DDR, dem Unabhängigen Frauenverband und der Vereinigten Linken als Parlamentsgruppe in den Bundestag ein. Nachdem die Grüne Partei in der DDR schon unmittelbar nach dieser Wahl mit den westdeutschen Grünen fusioniert hatte, womit Die Grünen mit zwei ostdeutschen Abgeordneten im Bundestag vertreten waren, erfolgte die Vereinigung der Grünen mit dem Bündnis 90 erst am 14. Mai 1993. Vierte Entwicklungslinie war die am 5. Oktober 1978 in West-Berlin gegründete Alternative Liste für Demokratie und Umweltschutz (AL), die als selbstständige Partei ab 1980 die Aufgaben eines Landesverbandes der Grünen unter eigenem Namen wahrnahm und ebenfalls am 14. Mai 1993 mit Bündnis 90 fusionierte.
Nach dem Wiedereinzug als Fraktion in den Bundestag 1994 waren Bündnis 90/Die Grünen von 1998 bis 2005 in einer rot-grünen Koalition erstmals an der Bundesregierung beteiligt. Von 2005 bis 2021 waren Bündnis 90/Die Grünen wieder Oppositionspartei im Bundestag; ehe die Grünen von 2021 bis 2025 zusammen mit SPD und FDP in einer Ampelkoalition und nach deren Bruch in einer rot-grünen Minderheitsregierung mitregierten. Seit 2025 ist die Partei wieder in der Opposition.
Bei der Bundestagswahl 2021 mit 14,8 % und bei der Europawahl 2019 mit 20,5 % erzielte man das jeweils beste Wahlergebnis in der Parteigeschichte.
In Baden-Württemberg stellen sie seit Mai 2011 mit Winfried Kretschmann erstmals einen Ministerpräsidenten, der nach einer grün-roten seit 2016 einer grün-schwarzen Landesregierung vorsteht. Darüber hinaus sind die Grünen auf Landesebene an rot-grünen Regierungen in Hamburg und Niedersachsen beteiligt. In Nordrhein-Westfalen und Schleswig-Holstein bilden die Grünen zusammen mit der CDU eine schwarz-grüne Koalition. Von 2014 bis 2024 regierten die Grünen in Thüringen mit der Partei Die Linke und der SPD erstmals in einer rot-rot-grünen Koalition. Außerdem sind die Grünen seit 2016 in einer Ampelkoalition in Rheinland-Pfalz in der Regierung beteiligt. In Bremen regiert seit 2019 eine weitere rot-rot-grüne Koalition, jedoch unter SPD-Führung. In Sachsen und Brandenburg war die Partei von 2019 bis 2024 an Kenia-Koalitionen beteiligt. Insgesamt ist die Partei aktuell in 13 von 16 Landtagen vertreten und an 7 von 16 Landesregierungen beteiligt.

## Inhaltliches Profil

Bundesdelegiertenkonferenz von Bündnis 90/Die Grünen 2007

### Programmatische Entwicklung
Die Grünen gelten als „Programmpartei“. Dabei haben sie seit ihrer Gründung einen Wandel von radikalen ökologischen und pazifistischen Forderungen hin zu einer pragmatischeren inhaltlichen Ausrichtung vollzogen. Diese Entwicklung vollzog sich, besonders in den ersten Jahren, nicht kontinuierlich. Waren die Programme zunächst von konzeptioneller Innovation und von einem diskursiven Argumentationsstil geprägt, radikalisierten sie sich verbal wie inhaltlich um 1986, um ab 1990 wieder zu konsolidieren.
Als „grundlegende Alternative“ zu allen etablierten Parteien angetreten, betonten die Grünen in ihrem ersten Parteiprogramm von 1980 ihren Charakter als ökologisch, sozial, basisdemokratisch und gewaltfrei. Die sozial- und wirtschaftspolitischen Forderungen trugen erkennbar die marxistische Handschrift der aus den K-Gruppen zu den Grünen übergetretenen Ökosozialisten. Zu diesen zählen die „Realos“ Winfried Kretschmann, Ralf Fücks, Krista Sager (alle Kommunistischer Bund Westdeutschland) oder Jürgen Trittin (Kommunistischer Bund). Lange bestimmten erbitterte Auseinandersetzungen zwischen „Fundis“ und den pragmatisch orientierten „Realos“ das Ringen um die inhaltlichen Grundlinien der Grünen.
Nach der deutschen Einheit, dem Scheitern der westdeutschen Grünen an der Fünfprozenthürde bei der Bundestagswahl 1990 und der Vereinigung der Grünen mit der im Bündnis 90 zusammengeschlossenen Bürgerbewegung der DDR im Jahr 1993 kam es zu einer Neupositionierung von Bündnis 90/Die Grünen. Ein Zwischenschritt der programmatischen Entwicklung war der sogenannte „Grundkonsens“ von 1993, in dem die westdeutschen Grünen und das Bündnis 90 als Grundlage ihrer Fusion ihre gemeinsamen politischen Grundüberzeugungen formuliert hatten und der seitdem der Parteisatzung vorangestellt war. Die ökologischen und außenpolitischen Forderungen wurden stärker an den Möglichkeiten der sozialen Marktwirtschaft sowie den veränderten Realitäten der internationalen Politik nach dem Ende des Ost-West-Konflikts ausgerichtet. Im Laufe dieses Prozesses stand die Partei mehrfach am Rande einer Spaltung. 1990/91 verließen zahlreiche, auch prominente Vertreter des linken Flügels die Partei, wodurch sich der programmatische Wandel beschleunigte. Erneute Zerreißproben gab es zur Zeit der rot-grünen Koalition 1998–2005 angesichts der militärischen Einsätze Deutschlands im Kosovo- und im Afghanistankrieg, des Kompromisses um den Atomausstieg und der Hartz-IV-Reformen. Nach 2005 rückten die Grünen ihr ökologisches Kernthema wieder stärker ins Zentrum und beschlossen 2008 mit dem Green New Deal ein Konzept, das das Verhältnis von Ökologie und Ökonomie neu ausbalancieren und die ökologische Modernisierung vorantreiben sollte.

### Aktuelle Grundsatz- und Wahlprogramme
„…zu achten und zu schützen… – Veränderung schafft Halt“ ist der Titel des aktuellen Grundsatzprogramms von Bündnis 90/Die Grünen. Es wurde auf dem ersten rein digitalen Parteitag der Grünen im November 2020 mit großer Mehrheit beschlossen. Es ersetzt das alte Grundsatzprogramm, das auf einer Bundesdelegiertenkonferenz im März 2002 in Berlin beschlossen worden war und seinerseits an die Stelle des Bundesprogramms aus dem Jahr 1980 trat.
Im aktuellen Grundsatzprogramm heißt es, ähnlich wie schon 2002: „Im Mittelpunkt unserer Politik steht der Mensch in seiner Würde und Freiheit.“ Ausdrücklich wird betont, dass sich daraus der Grundwert der Ökologie ableite: „Die Umwelt zu schützen und zu erhalten, ist Voraussetzung für ein Leben in Würde und Freiheit.“ Allgemein weist das Programm folgende fünf Grundwerte aus: Ökologie, Gerechtigkeit, Selbstbestimmung, Demokratie und Frieden.
Das vierte Grundsatzprogramm in der Geschichte von BÜNDNIS 90/DIE GRÜNEN markiert laut Vorwort „den Eintritt in eine neue Phase der Partei: Es definiert eine Bündnispartei, die ein Angebot an die Gesellschaft in ihrer ganzen Breite macht.“ Inhaltlich bestehen die Hauptunterschiede zum früheren Grundsatzprogramm in der Ablehnung von Volksentscheiden auf Bundesebene (stattdessen werden sog. „Bürgerräte“ gefordert), dem Bedingungslosen Grundeinkommen als „Leitidee“" der sozialen Sicherung und dem Bekenntnis zu einer „föderalen Republik Europa“ als langfristiger Perspektive.
Während der Nachhaltigkeitsgedanke im Kern konservativ ist, stehen die Grünen gesellschaftspolitisch für linksliberale und kommunitaristische Konzeptionen und Positionen. Beispiele hierfür sind die von den Grünen angestrebte multikulturelle Gesellschaft, die Integration von Einwanderern, die Lesben- und Schwulenpolitik, insbesondere der Einsatz für die Gleichstellung der Lebenspartnerschaft und die Öffnung der Ehe, sowie die Positionen zu Datenschutz, zur Informationsgesellschaft und zu Bürgerrechten. Der Gerechtigkeitsbegriff der Grünen betont über die Verteilungs-, die Chancen-, die Geschlechter- und die internationale Gerechtigkeit hinaus ganz wesentlich die Generationengerechtigkeit.
Das Wahlprogramm zur Bundestagswahl 2013 mit dem Titel „Zeit für den grünen Wandel“ wurde im April 2013 ohne Gegenstimme, bei einer Enthaltung, angenommen. Es markierte einen deutlichen Linksruck der Partei. Die Grünen stützten ihre Forderung nach höheren Abgaben für Gutverdienende dabei weniger auf gesellschaftliche Umverteilungsgebote als auf ein universelles Nachhaltigkeitsgesetz.
In einem Mitgliederentscheid bestimmten die Parteimitglieder im Juni 2013 aus dem Wahlprogramm die neun wichtigsten Schlüsselprojekte, die im Fall von Koalitionsverhandlungen vorrangig verhandelt werden sollten. Im Themenfeld „Umwelt und Energie“ räumte die Parteibasis dem Ziel, bis 2030 die Stromversorgung vollständig auf erneuerbare Energien umzustellen, höchste Priorität ein. Es folgten die Forderung nach einem Ende der Massentierhaltung und einer Neudefinition von Wohlstandsindikatoren, die sich nicht mehr allein am Wirtschaftswachstum orientieren sollen. Aus dem Bereich „Gerechtigkeit“ votierten die Parteimitglieder für die Einführung von Mindestlöhnen, gefolgt von der Abschaffung der privaten Krankenversicherung zugunsten einer Bürgerversicherung für alle sowie einer Neuordnung der Finanzmärkte. Aus dem Themenfeld „moderne Gesellschaft“ wurde die Begrenzung der Rüstungsexporte als wichtigstes Projekt bestimmt, gefolgt von der Abschaffung des Betreuungsgelds zugunsten des Ausbaus von Kita-Plätzen sowie einer systematischen Förderung von Programmen gegen den Rechtsextremismus. Die Steuerpläne, die nach dem Programmparteitag in den Medien besonders kontrovers diskutiert wurden, wurden von den Mitgliedern nicht unter die Kernforderungen gewählt. Die Forderung nach Einführung einer Vermögensabgabe landete auf Rang vier, die nach niedrigen Steuern für Geringverdiener und Mittelschicht auf Rang fünf im Themenfeld Gerechtigkeit. Im Vergleich mit der Wahl der Spitzenkandidaten, an der sich 62 % der Parteimitglieder beteiligten, fiel die Wahlbeteiligung beim Mitgliederentscheid mit 26,7 % der Parteimitglieder deutlich niedriger aus.

### Umwelt- und Naturschutz, Energie, Verkehr
Kerngedanke grüner Politik ist nachhaltige Entwicklung. Der Umweltschutzgedanke durchzieht deshalb weite Teile des Programms von Bündnis 90/Die Grünen. Insbesondere die wirtschafts-, energie- und verkehrspolitischen Forderungen stehen in enger Wechselwirkung mit umweltpolitischen Überlegungen. Im Zentrum aller Überlegungen steht dabei die Klimaschutzpolitik.
Von Beginn an standen der sofortige Bau- und Betriebsstopp aller Atomkraftwerke, die Förderung von Alternativenergien sowie ein umfassendes Programm der Energieeinsparung im Vordergrund des grünen Programms. Nach der Katastrophe von Tschernobyl 1986 radikalisierten sich die grünen Forderungen und es kam zu einer Absage an realpolitische Kompromisse. Mit der Neuorientierung nach 1990 kehrte die Partei wieder zu einem gemäßigteren Programm zurück, zudem drängten die Sorge über die globale Erwärmung und über das Ozonloch diejenige über die Atomenergie etwas in den Hintergrund. Als enttäuschend empfanden viele Grüne die zahlreichen Kompromisse während der rot-grünen Regierungszeit 1998 bis 2005.
Im Programm zur Bundestagswahl 2013 formulierte Ziele der Energiewende waren vor allem der Ausstieg aus der Kohleenergie und eine vollständige Stromversorgung aus erneuerbaren Energien bis 2030. Bis 2040 sollten auch Wärmeerzeugung und Verkehr weitgehend auf erneuerbare Energien umgestellt werden. Eine Erhöhung der Strompreise sollte durch die Rücknahme der Sonderregelungen für stromintensive Unternehmen verhindert werden, zudem wurden arbeitsplatzschaffende Effekte im Bereich der erneuerbaren Energien erwartet.
Ein ähnlich hoher Stellenwert wird der Verkehrspolitik eingeräumt. Utopische Beschlüsse, wie die auf dem Magdeburger Parteitag 1998 beschlossene Forderung, den Benzinpreis durch eine entsprechende Besteuerung auf fünf DM anzuheben, finden sich in den heutigen Programmen nicht mehr. Dieser Beschluss hatte im Vorfeld der Bundestagswahl zu erheblichen Verlusten in Umfragen geführt, da er als Ausdruck einer Rückkehr der potentiellen Regierungspartei zum Fundamentalismus vergangener Jahre wahrgenommen wurde.
Nach den Vorstellungen von Bündnis 90/Die Grünen soll auf Landstraßen Tempo 80, auf Autobahnen Tempo 120 gelten. Der Anteil des Radverkehrs soll bis 2020 auf mehr als 20 % gesteigert werden. Die Partei fordert eine Verkehrswende.
Eine der konkreten Forderungen im Wahlkampf 2013 war, 10 % der öffentlichen Wälder als Schutzgebiete auszuweisen. Im Wahlprogramm für die Bundestagswahl 2017 fordern die Grünen, ab 2030 nur noch emissionsfreie Neuwagen zuzulassen. Darüber hinaus sehen sie einen Mobilpass vor, mit dem die Angebote des öffentlichen Nahverkehrs sowie Carsharing und Bikesharing zentral gebucht werden können.

### Wirtschaft
Lange waren die grundlegenden wirtschaftspolitischen Forderungen der Grünen kapitalismuskritisch und nach Ansicht einiger Autoren auch marxistisch orientiert. So wurden die Ursachen der ökologischen Probleme im Wesentlichen in den Produktionsbedingungen und im Konsumverhalten des kapitalistischen Wirtschaftssystems verortet. Zu den klassischen sozialistischen Lösungsvorschlägen wie der Entflechtung der Großkonzerne kamen aber schon früh pragmatische, nichtmarxistische Ansätze hinzu, etwa ökologisch begründete Infrastrukturinvestitionen, Energiesteuern oder Spar- und Recyclingtechniken. Nachdem Anfang der 1990er-Jahre die Partei ihre Positionen neu bestimmte, sind ausgesprochen sozialistische Wirtschaftsforderungen zugunsten liberaler Forderungen weitgehend aus dem Programm der Grünen verschwunden.
Im Grundsatzprogramm von 2002 wird gefordert, das Wirtschaftssystem zu einer ökosozialen Marktwirtschaft (hier „ökologisch-soziale Marktwirtschaft“ genannt) weiterzuentwickeln. Man strebt an, „dass sich unsere Gesellschaft auf langfristige Ziele für eine Wirtschaftspolitik verständigt, die dem Markt klare ökologische Rahmenbedingungen setzt“ und tritt für eine „ökologische Weiterentwicklung unseres Steuer- und Finanzsystems“ ein. Zu den Prinzipien einer ökologisch-sozialen Marktwirtschaft gehöre, „dass die Gewinne des Einzelnen nicht auf Kosten der Gesellschaft erzielt werden dürfen“. Man verlangt eine „Stärkung der Gesellschaft“ und grenzt sich dabei von „staatssozialistischen, konservativen wie marktliberalen Politikmodellen“ ab. Die Globalisierung wird, zumindest in ihrer tatsächlichen heutigen Form, negativ beschrieben, die von Umweltzerstörung, einer zunehmenden Spaltung der Weltbevölkerung in Arm und Reich sowie von privatisierter, kommerzialisierter und terroristischer Gewalt gekennzeichnet sei.
Zu den zentralen Forderungen der Grünen im Bundestagswahlkampf 2013 gehörten eine Schuldenbremse für Banken und die Begrenzung der Boni für Manager.
In dem im Sommer 2019 veröffentlichten Klimaschutz-Sofortprogramm fordern die Grünen eine CO2-Bepreisung, die die Kosten der Klimaschäden abbildet. Damit soll eine Abschaffung der Stromsteuer einhergehen. Die Einnahmen sollen als Klimaprämie vollständig an die Bürger zurückgezahlt werden.

„Wer das Klima schont, zahlt weniger ein als er rausbekommt und hat am Jahresende Plus gemacht. Wer das Klima schädigt, zahlt dafür. Das gilt auch für Unternehmen. Dadurch erhöhen wir den Anreiz, auf klimafreundliche Technologien umzustellen und in Erneuerbare Energien und Effizienz zu investieren.“

Im Grundsatzprogramm von 2020 bekennt man sich erneut zu einer ökosozialen Marktwirtschaft (nun „sozial-ökologische Marktwirtschaft“ genannt) und betont: „Die Wirtschaft dient den Menschen und dem Gemeinwohl, nicht andersherum.“ Hierbei könnten „Märkte […] ein mächtiges Instrument für ökonomische Effizienz, Innovation und technologischen Fortschritt sein.“

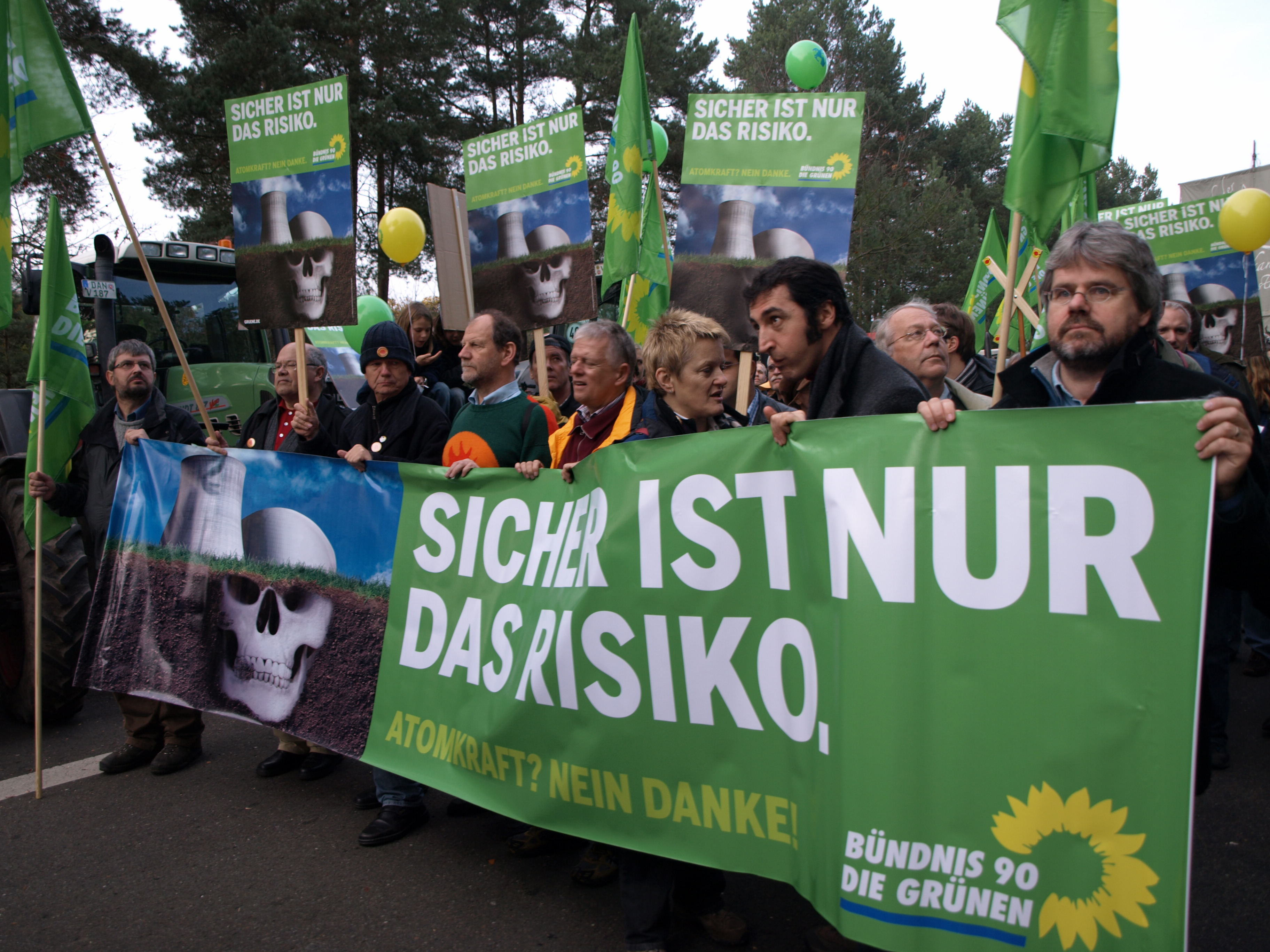
Protest gegen Atomkraft im November 2008

### Soziales
In der Familienpolitik fordern die Grünen seit langem die Abschaffung des Ehegattensplittings und eine „moderne Individualbesteuerung“. Die bisherigen Regelungen seien nicht mehr zeitgemäß: „Es fördert Ehen und nicht Familien.“ Des Weiteren wurde der zügige massive finanzielle Ausbau von Kindergartenplätzen bundesweit gefordert.
Im Wahlprogramm 2013 war ein flächendeckender Mindestlohn von 8,50 Euro oder mehr bei gleicher Bezahlung von Leiharbeitern und Stammbelegschaft geplant. Der Hartz-IV-Regelsatz für Langzeitarbeitslose sollte auf 420 Euro angehoben, Sanktionsregeln für Leistungsempfänger sollen entschärft und zunächst ausgesetzt werden. Die Befristung von Arbeitsverhältnissen sollte ohne Sachgrund nicht mehr möglich sein, Minijobs sollten dadurch eingedämmt werden, dass bereits ab 100 Euro eine Sozialversicherungspflicht gelten sollte.
Die Grünen wollten eine Garantierente von 850 Euro im Monat für diejenigen einführen, die 30 Jahre dem Arbeitsmarkt zur Verfügung standen oder Kinder betreut haben. Die Grünen hielten an der Rente mit 67 fest, wollten sie aber durch Teilrente und einen leichteren Zugang zu abschlagsfreien Erwerbsminderungsrenten abfedern. Eine Bürgerversicherung für alle sollte das derzeitige System von privater und gesetzlicher Krankenversicherung ersetzen. Mietsteigerungen sollten bei Neuvermietungen oder Modernisierungen strenger begrenzt werden.
Nach den im Programm zur Bundestagswahl 2013 formulierten Zielen sollten jährlich eine Milliarde Euro mehr für Hochschulen sowie 200 Millionen Euro für ein Erwachsenen-Bafög investiert werden. Das Betreuungsgeld sollte wieder abgeschafft werden.
Bei weichen Drogen wie Cannabis wollen die Grünen den Eigengebrauch und den privaten Anbau entkriminalisieren sowie unter Berücksichtigung des Jugendschutzes eine legale Abgabeform über lizenzierte Fachgeschäfte ermöglichen. Auch der medizinische Einsatz von und die Forschung an Drogen soll nicht länger behindert werden. Die Ungleichbehandlung von Cannabis und Alkohol durch das Führerscheinrecht soll ebenso beendet werden. Cannabis-Delikte ohne Zusammenhang zum Straßenverkehr dürften dann auch nicht mehr unaufgefordert und ohne Zustimmung der Betroffenen an die Führerscheinstelle übermittelt werden.

#### Gesundheit
Die Grünen streben an, die Vorsorge zum Leitprinzip der Gesundheitspolitik zu machen. Die Akteure im Gesundheitswesen sollen besser vernetzt werden, gerade auch durch eine bessere Digitalisierung.
Sie fordern mehr Unterstützung der Patienten bei Behandlungsfehlern und eine höhere Wertschätzung der Pflegeberufe, die sich nicht nur durch eine angemessene Bezahlung, sondern auch durch eine Verbesserung der Arbeitsbedingungen auszeichnet.
Die Finanzierung soll durch eine Bürgerversicherung erfolgen, die Gesundheitsämter sollen gestärkt werden. In ländlichen Gebieten wünscht man sich zusätzliche Gesundheits- und Pflegezentren.
Corona-Politik
- Impfpflicht: Als Teil der aktuellen Bundesregierung haben die Grünen eine Impfpflicht für Gesundheits- und Pflegepersonal ab dem 15. März 2022 beschlossen[55]
- Corona-Impfstoff muss global allen Menschen zur Verfügung stehen, es braucht eine globale Impfstoffkampagne, hierfür muss die WHO gestärkt werden.[56]
- Mit der finanziellen Unterstützung von Betrieben und Konzernen im Rahmen der Pandemie müssen diese gleichzeitig hin zur Klimaneutralität umgebaut werden.[56]

#### Geschlechter-, Lesben- und Schwulenpolitik
Themen wie Gender-Mainstreaming oder Lohngleichheit zwischen den Geschlechtern sind bei den Grünen bereits 1982 im Bundesprogramm umfänglich verankert. Die Partei tritt seit 2013 für eine gesetzliche Frauenquote in Aufsichtsräten und Vorständen ein.
Seit einem Parteitagsbeschluss im November 2015 ist geschlechtergerechte Sprache in allen Beschlüssen der Partei verbindlich; im „Regelfall“ solle das Gendersternchen verwendet werden, weil es inter- und transgeschlechtliche Personen nicht diskriminiere (Details).
2017 begrüßen die Grünen die Öffnung der Ehe für gleichgeschlechtliche Paare (Ehe für Alle).
Zur Bundestagswahl 2021 wird im Grünen-Wahlprogramm eine Frauenquote von 33 % für die Vorstände von börsennotierter Unternehmen gefordert, 40 % für die Aufsichtsräte. Für Unternehmen im Besitz oder unter Beteiligung des Bundes soll die Frauenquote bei 50 % liegen, ebenso beim diplomatischen Dienst der Bundesrepublik. „Freiwillige Regelungen haben nichts gebracht“, erklärt das Wahlprogramm. Zur Verringerung des Gender-Pay-Gap wollen die Grünen ein Entgeltgleichheitsgesetz auf den Weg bringen, einschließlich des Verbandsklagerechts für Frauenverbände. Das „überholte Transsexuellengesetz“ müsse durch ein Selbstbestimmungsgesetz ersetzt werden.

### Verbraucherschutz, Ernährung und Landwirtschaft

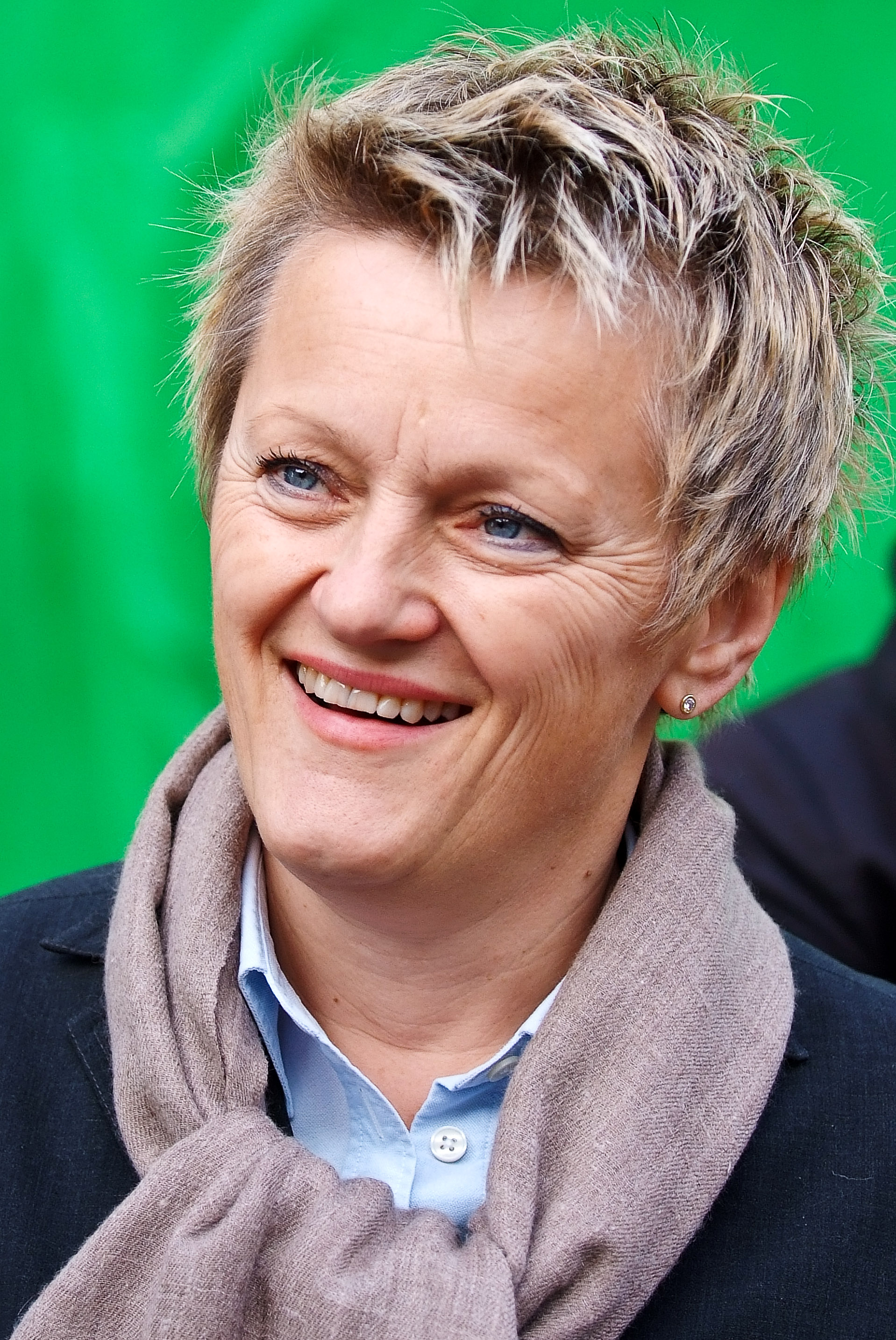
Renate Künast, 2009. Künast war Bundesministerin für Verbraucherschutz, Ernährung und Landwirtschaft in der rot-grünen Bundesregierung

Bei Amtsantritt der Ministerin Renate Künast wurde 2001 das bisherige Bundesministerium für Ernährung, Landwirtschaft und Forsten in Bundesministerium für Verbraucherschutz, Ernährung und Landwirtschaft umbenannt. Damit sollte eine hohe Priorität für den Verbraucherschutz verdeutlicht werden. Unter anderem wurde im September 2001 das Bio-Siegel eingeführt, mit dem Erzeugnisse, die zu mindestens 95 % aus ökologischem Landbau stammen, gekennzeichnet werden. Der Agrarwende mit einer regional verankerten und ökologischen Landwirtschaft wird ein ähnlich hoher Stellenwert eingeräumt wie der Energiewende.
Eines der zentralen Anliegen im Bundestagswahlkampf 2013 war die Abschaffung der Subventionierung von Massentierhaltung. Im Wahlprogramm gefordert wurde außerdem eine deutliche Besserstellung der Tiere in der Landwirtschaft sowie eine Reduktion der gehaltenen Tiere insgesamt durch verschiedene Maßnahmen. Hierzu gehören ein stark überarbeitetes Tierschutzgesetz sowie klare Verbote für schwerwiegende Eingriffe wie bspw. der betäubungslosen Ferkelkastration, dem Kupieren von Schwänzen oder Schnäbeln sowie dem Abschleifen von Zähnen.
Weitere Programmpunkte sind der Schutz gegen überhöhte Dispozinsen und Recht auf eigenes Girokonto.

### Bürgerrechte, demokratische Teilhabe, Netzpolitik

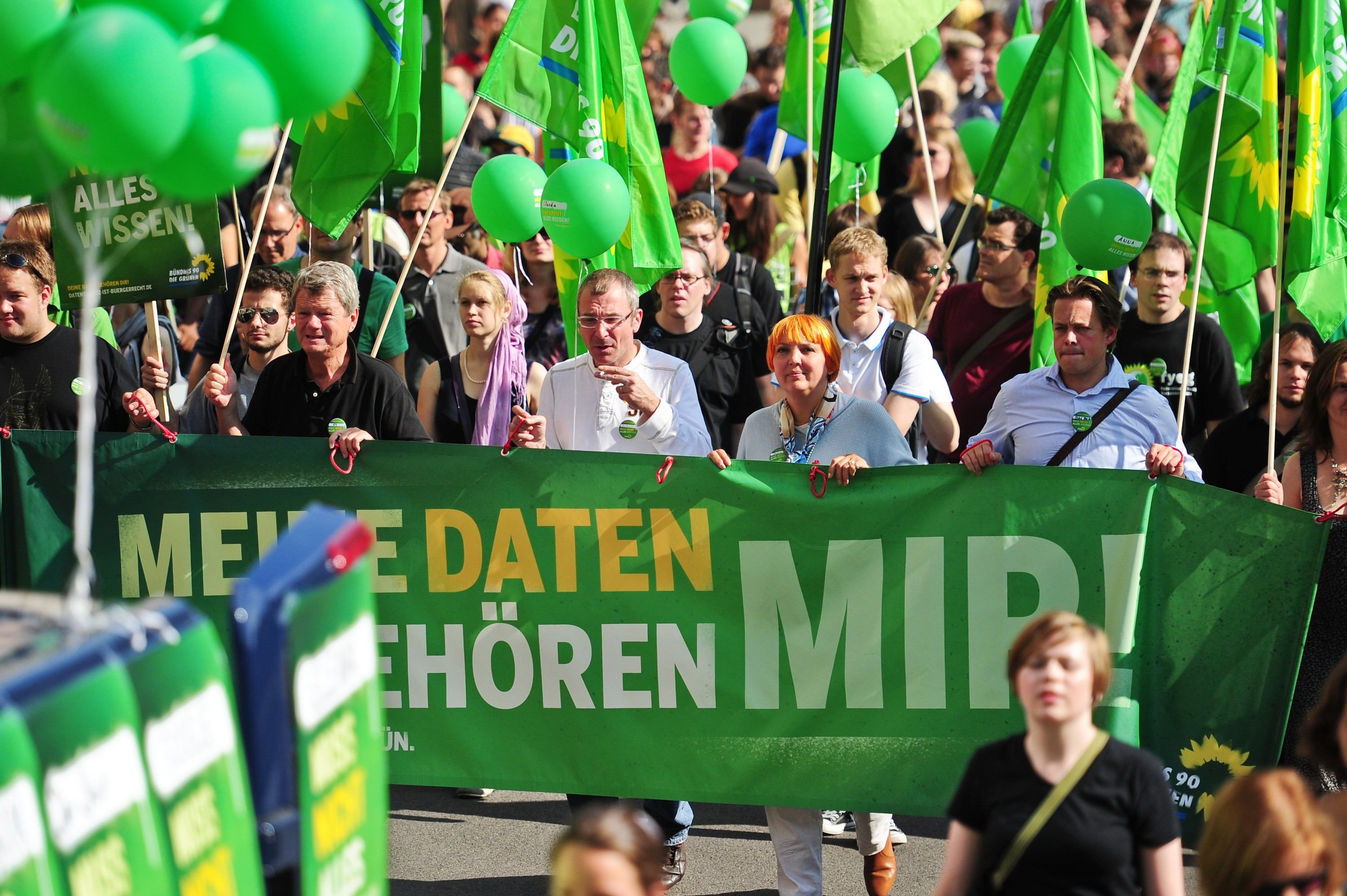
Beteiligung auf der „Freiheit statt Angst“-Demonstration

Breiten Raum nehmen die Bürgerrechte im Programm ein. Die Grünen wenden sich gegen zentralisierte und ungezielte Massenüberwachung, gegen jede Einschränkung der Versammlungsfreiheit sowie gegen jede Form der Aufweichung und Aushöhlung rechtsstaatlicher Standards im Strafrecht oder bei Strafverfahren. Im Widerspruch zu diesen Grundsätzen stand unter anderem die Zustimmung der Grünen zu den sogenannten Anti-Terror-Gesetzen sowie zum Luftsicherheitsgesetz während der rot-grünen Koalition.
Bündnis 90/Die Grünen befürwortet uneingeschränkt das individuelle Grundrecht auf Asyl und sieht in der Einwanderung generell eine produktive Kraft. Abgelehnt wird deshalb die Abschottung Europas als Wohlstandsinsel gegen die weltweit wachsenden Migrationsströme.
Im Wahlkampf 2013 forderten die Grünen die Abschaffung von V-Leuten beim Verfassungsschutz. Das Wahlalter sollte auf 16 Jahre abgesenkt werden.
In der Netzpolitik wird eine Einschränkung der Freiheit im Internet von den Grünen strikt abgelehnt. Ein freies Internet für alle, finanziert über einen Unternehmensfonds, wurde im Bundestagswahlprogramm 2013 gefordert.

### Außenpolitik und Europapolitik
Die Grünen setzen sich allgemein für eine stärker „wertebasierte Außenpolitik“ ein anstatt einer rein ökonomisch orientierten Außenpolitik, bspw. für Demokratieförderung und feministische Außenpolitik. So engagieren sie sich bspw. für einen härteren Kurs gegenüber der Volksrepublik China, unter anderem wegen der desaströsen Lage der Menschenrechte in China sowie zur Eindämmung der autoritären Supermacht.
Die Grünen setzen sich für ein starkes Europa und eine Gemeinsame Außen- und Sicherheitspolitik in Europa ein. Sie kritisieren die Rolle Erdoğans in der Türkei und fordern, dass die türkischen Beitrittsverhandlungen mit der EU auf Eis gelegt werden. Im Grundsatzprogramm von 2002 wird die Europäische Union als der bisher weitreichendste Ansatz für eine verantwortungsvolle Staatengemeinschaft bezeichnet, sei jedoch zu sehr auf eine neoliberale Wirtschaftspolitik fixiert. In ihrem Bundestagswahlprogramm 2013 warben die Grünen für ein demokratischeres Europa und eine solidarischere Flüchtlingspolitik. Im Kampf gegen die Euro- und Finanzkrise soll die Haushaltskonsolidierung durch eine stärkere Finanzmarktregulierung und einen europäischen Schuldentilgungsfonds ergänzt werden.

### Militäreinsätze und Rüstungsexporte

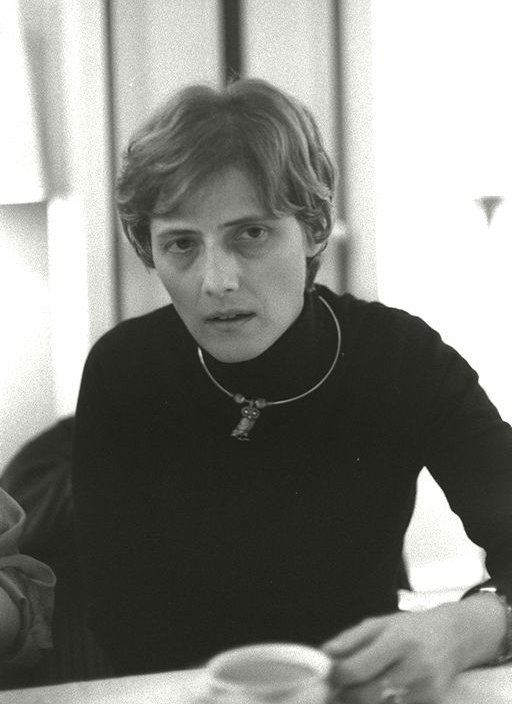
Petra Kelly, 1987

Eines der wesentlichen Merkmale der Grünen in ihren frühen Jahren war ihre starke Verankerung in der Friedensbewegung. In den 1980er-Jahren standen die Grünen der NATO-Mitgliedschaft Deutschlands ablehnend gegenüber. Im Bundesprogramm von 1980 forderten die Grünen noch die sofortige Auflösung der Militärblöcke in Westen und Osten. Viele grüne Mitglieder nahmen an Protesten teil, die gegen die Lagerung von Atomwaffen der USA auf deutschem Boden gerichtet waren. Zu den maßgeblichen Aktivisten gegen Kernwaffen zählte Petra Kelly.
Diese Position wandelte sich im Laufe der 1990er-Jahre. Im Juni 1992 verlangte Daniel Cohn-Bendit den Militäreinsatz in Sarajevo. Insbesondere unter dem Eindruck des Massakers von Srebrenica 1995 beteiligte sich Deutschland, nachdem Joschka Fischer 1998 deutscher Außenminister geworden war, am Kosovokrieg und am Krieg in Afghanistan. Die Bundesdelegiertenkonferenz in Bielefeld vom 13. Mai 1999 (siehe auch Rede Joschka Fischers zum NATO-Einsatz im Kosovo) führte zu Austritten des pazifistischen Flügels der Grünen.
Als Regierungspartei trugen die Grünen den Afghanistan-Einsatz der Bundeswehr mit. Kanzler Gerhard Schröder stellte am 16. November 2001 diesbezüglich die Vertrauensfrage im Bundestag.
Mit dem Grundsatzprogramm von 2002 verabschiedete sich Bündnis 90/Die Grünen vom strikten Pazifismus und schloss völkerrechtlich legitimierte Gewalt gegen Völkermord und Terrorismus nicht länger kategorisch aus.
Zu den wichtigsten Programmpunkten für die Bundestagswahl 2013 gehörte die gesetzliche Begrenzung der Rüstungsexporte.
Im Bürgerkrieg in Syrien lehnten die Grünen im Juni 2013 eine Waffenlieferung an die Rebellen ab. Im Oktober 2014 teilte die Fraktionsvorsitzende der Grünen im Bundestag, Katrin Göring-Eckardt mit, dass ihre Fraktion einen Bundeswehreinsatz gegen den IS unterstützen würde, selbst wenn dies den Einsatz von Bodentruppen bedeute. Am 4. Dezember 2015 lehnte die Mehrheit der Fraktion die Billigung des Kampfeinsatzes der Bundeswehr in Syrien ab, weil unter anderem nicht geklärt sei, wie das Verhältnis zum Präsidenten Baschar al-Assad gestaltet werden solle.
Nach dem Überfall Russlands auf die Ukraine sprach sich die Partei für eine verlässliche diplomatische, finanzielle, humanitäre und militärische Unterstützung der Ukraine, einschließlich weitreichender Waffensysteme, aus. Sie änderten die im Bundeswahlprogramm 2021 formulierte Position, die Waffenexporte in Kriegsgebiete ablehnt.

### Steuern und Finanzen
Hatte es unter der Überschrift „Steuern, Währung und Finanzen“ seit 1980 charakteristischerweise über zwanzig Jahre lang geheißen „Dieser Programmteil wird noch überarbeitet“, so nehmen die Überlegungen zur Finanzierbarkeit der grünen Forderungen heute breiten Raum im Programm der Grünen ein. Die Ausweitung der unter der rot-grünen Bundesregierung eingeführten Ökosteuer gilt den Grünen als wichtigste Lenkungsabgabe, um ökologische Probleme im Rahmen der Marktwirtschaft nach dem Verursacherprinzip lösen zu können.

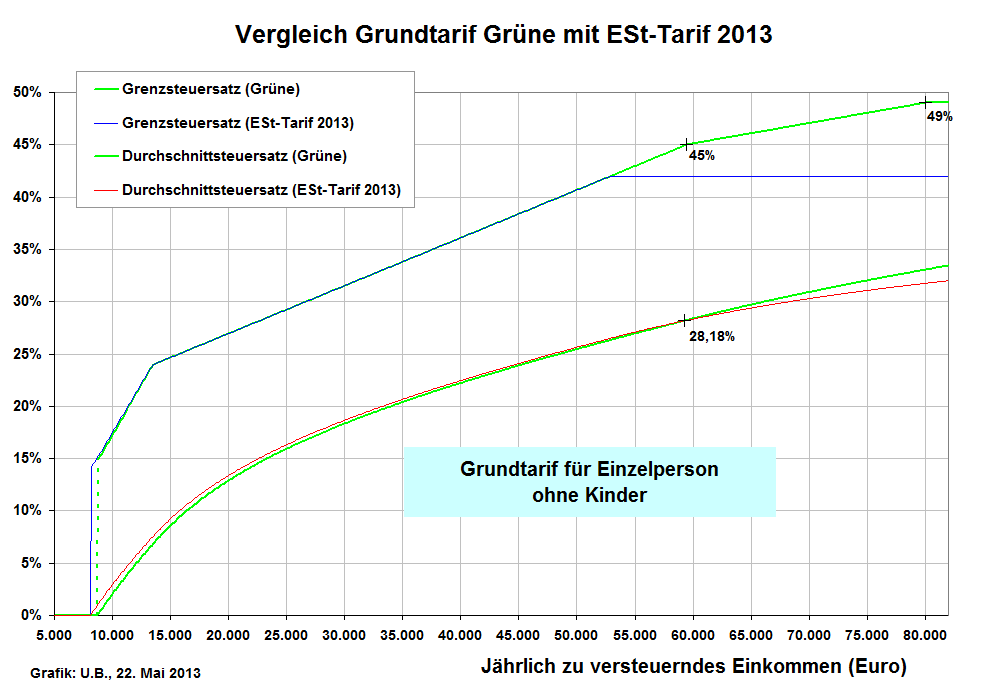
Grundtarif „Grüne“ im Vergleich zum Tarif 2013

Zur Bundestagswahl 2013 legten die Grünen Pläne vor, den angestrebten gesellschaftlichen Wandel durch Mehrbelastungen für Spitzenverdiener und Vermögende zu finanzieren. Die zusätzlichen Einnahmen sollten in eine bessere Infrastruktur bei Bildung und Kinderbetreuung, in den ökologischen Umbau der Gesellschaft und in den Schuldenabbau fließen. Bezieher eines zu versteuernden Einkommens bis etwa 60.000 Euro sollten durch eine Anhebung des Grundfreibetrags von 8130 Euro auf 8712 Euro entlastet werden.
Konkret forderten die Grünen eine befristete Vermögensabgabe in Höhe von 1,5 % auf Vermögen ab einer Million Euro, die nach zehn Jahren durch eine dauerhafte Vermögensteuer ersetzt werden soll. Die Vermögensabgabe sollte dem Haushalt in zehn Jahren 100 Milliarden Euro zur Reduzierung der Staatsschulden bringen. Der Spitzensteuersatz sollte von 42 auf 49 % ab einem Bruttoeinkommen von 80.000 Euro angehoben werden. Das Ehegattensplitting wollten die Grünen abschmelzen und durch eine Individualbesteuerung ersetzen, bei der das steuerfreie Existenzminimum auf den Partner übertragen werden kann. Für bestehende Ehen sollte der Splittingvorteil zunächst gedeckelt werden, so dass nur Haushalte ab Einkommen von 60.000 Euro belastet würden. Kapitaleinkünfte sollten grundsätzlich wieder genauso hoch besteuert werden wie Arbeitseinkommen, die derzeitige Abgeltungsteuer sollte deshalb entfallen. Pauschalbesteuerungen wie bei der Dienstwagenbesteuerung, die Steuervorteile etwa für Hoteliers oder die Ausnahmen bei der Ökosteuer sollten abgeschmolzen, die Kfz-Steuer zugunsten von Elektro- und Hybridautos novelliert werden. Geplant ist außerdem die Verdoppelung des Erbschaftssteueraufkommens. Zudem sollten eine schwarze Liste im Kampf gegen Steueroasen in Europa sowie Sanktionen gegen Banken und Staaten, die entsprechende Praktiken nicht einstellen, im Kampf gegen Steuerhinterziehung und Steuerflucht helfen.

## Parteistruktur

### Mitglieder
| Mitgliederzahlen seit 1982 | Mitgliederzahlen seit 1982 |
| -------------------------- | -------------------------- |
| 1982                       | 22.000                     |
| 1984                       | 31.078                     |
| 1986                       | 38.170                     |
| 1988                       | 40.768                     |
| 1990                       | 41.316                     |
| 1992                       | 36.320                     |
| 1994                       | 43.899                     |
| 1996                       | 48.034                     |
| 1998                       | 51.812                     |
| 2000                       | 46.631                     |
| 2002                       | 43.881                     |
| 2004                       | 44.322                     |
| 2006                       | 44.677                     |
| 2008                       | 45.089                     |
| 2010                       | 52.991                     |
| 2012                       | 59.653                     |
| 2014                       | 61.369                     |
| 2016                       | 61.596                     |
| 2017                       | 65.257                     |
| 2018                       | 75.311                     |
| 2019                       | 96.487                     |
| 2020                       | 107.307                    |
| 2021                       | 125.126                    |
| 2022                       | 126.451                    |
| 2023                       | 125.991                    |
| 2024                       | 155.296                    |
| 2025                       | 180.000                    |

Die Zusammensetzung der Mitglieder von Bündnis 90/Die Grünen hat sich im Verlauf ihrer Geschichte mehrfach verändert. Nach der Gründung verließen konservative Kräfte die Partei und wandten sich ab 1982 der ÖDP zu. Zwischen 1990 und 1992 traten viele Ökosozialisten aus der Partei aus. In diesem Zeitraum ging die Mitgliederzahl um 6.000 auf etwas über 35.000 zurück, die Zahl der ausgetretenen Mitglieder lag aber höher, da im gleichen Zeitraum eine nennenswerte Zahl neuer Mitglieder in die Partei eintrat, die offensichtlich der sich durchsetzenden realpolitischen Ausrichtung zustimmten.
In Ostdeutschland stieg die Mitgliederzahl nach der Vereinigung von Bündnis 90 mit den Grünen 1992/93 sprunghaft von gut 1000 auf etwa 3000 an, ging jedoch nach 1998 auf gut 2500 zurück. Der Anteil der ostdeutschen Landesverbände lag durchweg bei 6 bis 7 % der Mitgliederzahl der Gesamtpartei. Bis 1998 stieg die Mitgliederzahl insgesamt auf knapp 52.000 an. Die Kompromisse mit der SPD und vor allem die Kriegsbeteiligungen Deutschlands unter der rot-grünen Regierung hatten aber einen Einbruch der Mitgliederzahlen zur Folge. Seitdem Bündnis 90/Die Grünen in der Opposition sind, nimmt die Mitgliederzahl wieder zu und hat sich in den 2010er Jahren etwa verdoppelt. Der größte Zuwachs von 21.000 Neumitgliedern konnte im Jahr 2019 verzeichnet werden. Seit April 2020 sind Bündnis 90/Die Grünen neben den Unionsparteien und der SPD eine von vier deutschen Parteien mit mehr als 100.000 Mitgliedern. 2023 wurden nach starken Zuwächsen der Vorjahre erstmals seit acht Jahren wieder sinkende Mitgliederzahlen bekannt.
In Westdeutschland rekrutierte sich der Großteil der aktiven Parteimitglieder lange aus der Alterskohorte der zwischen 1954 und 1965 Geborenen, also aus einer „Post-68er-Bewegung“. Deshalb galten die Grünen lange als „Generationenpartei“, so dass ein „Ergrauen“ der Partei vorhergesagt wurde. Diese Vorhersage bestätigte sich jedoch nicht. Zwar sind die Grünen nicht mehr die Jugendpartei, als die sie in den 1980er und teilweise noch in den 1990er Jahren galten, doch haben die bündnisgrünen Mitglieder mit 48 Jahren das niedrigste Durchschnittsalter und die Partei mit 13 % den niedrigsten Rentneranteil aller im Bundestag vertretenen Parteien. Die Bundestagsfraktion war mit durchschnittlich 46,6 Jahren im Jahr 2009 die jüngste im Parlament. Im 19. Bundestag war die Fraktion der Grünen die im Durchschnitt zweitjüngste nach jener der FDP, im gegenwärtigen 21. Bundestag ist die Fraktion der Grünen wiederum die im Durchschnitt zweitjüngste, diesmal nach der Fraktion der Linken.
Mit 40,5 % lag der Frauenanteil bei den Grünen im Jahr 2018 über dem der übrigen im Bundestag vertretenen Parteien. Den höchsten Wert aller Parteien erzielen Bündnis 90/Die Grünen bei dem Mitgliederanteil mit abgeschlossenem Hochschulstudium. Dieser liegt bei 68 %. Hoch ist mit 42 % auch der Anteil der Konfessionslosen. Er ist nur bei der Linkspartei mit 79 % deutlich höher.
Unter den bei den Grünen vertretenen Berufen fiel im Jahr 2017 die starke Präsenz der Beamten und Angestellten im öffentlichen Dienst auf, die mit 44 % aller berufstätigen Mitglieder stärker vertreten sind als alle anderen Berufsgruppen. Daraus leitete sich die Kritik ab, „der Protest verbeamtete“. Als problematisch wurde teilweise angesehen, dass die Mitglieder in ihrer Mehrzahl nicht nur formal hochgebildet sind, sondern auch deutlich besser verdienen als der Durchschnitt, sodass die Gefahr bestehe, dass soziale Probleme anders wahrgenommen werden.
Seit dem Ampelbruch sind viele Mitgliedsanträge bei Bündnis 90/Die Grünen eingegangen, so dass die Grünen vor der Bundestagswahl 160.000 Mitglieder verzeichnen konnten, so viele wie nie zuvor. Im Mai 2025 überschritt die Partei die Schwelle von 180.000 Mitgliedern.

### Wählerschaft

Zweitstimmenanteil von Bündnis 90/Die Grünen bei der Bundestagswahl 2021 nach Wahlkreisen.

In der Parteienforschung gibt es die These, dass die Grünen und ihre Wählerschaft Ergebnis eines Wertewandels und aufgrund von Wohlstand und Bildung postmaterialistisch eingestellt seien. Der Konflikt zwischen Ökologie und Ökonomie habe dabei den Links-rechts-Gegensatz teilweise oder sogar weitgehend verdrängt. Gleichwohl bezeichnen sich die meisten Wähler der Grünen als „links“, zumal die Partei stark von den neuen sozialen Bewegungen der 1970er Jahre geprägt wurde. Nach dem Auszug vieler Ökosozialisten und „Fundis“ aus der Partei 1990/91 und der Etablierung der Linkspartei haben die Grünen allerdings einen Teil der linken Wählerschaft verloren. Auch die Regierungsbeteiligung auf Bundesebene und die damit einhergehende Mitverantwortung für die deutschen Militäreinsätze im Kosovo und in Afghanistan sowie für die Hartz-IV-Reformen trugen dazu bei, dass sich die Wählerschaft im Laufe der Jahre etwa zur Hälfte ausgetauscht hat. In diesem Zusammenhang wird von einer „Verbürgerlichung“ der Grünen gesprochen. Dieser Prozess schreitet auch mit dem Altern der Alterskohorte, die die grüne Partei seit ihrer Gründungsphase geprägt hat, voran. Dennoch erzielten die Grünen bei der Bundestagswahl 2009 ihr bestes Ergebnis bei den unter 30-Jährigen.
Grüne Wähler gelten als überdurchschnittlich gebildet (zu 62 % Abitur oder Fachhochschulreife), haben ein überdurchschnittliches Haushaltsnettoeinkommen (2317 Euro) und sind relativ jung (durchschnittlich 38,1 Jahre). Bei der Bundestagswahl 2009 schnitten sie mit 15,4 % bei den Erstwählern überdurchschnittlich gut ab, während sie bei den Wählern über 60 Jahren mit 5 % weit unter dem Gesamtergebnis lagen. Seit den 1990er Jahren erschlossen die Grünen neue Wählerschichten und hatten unter den nachwachsenden Jungwählern starken Zulauf. Frauen wählen häufiger als Männer die Grünen. Bei der Bundestagswahl 2009 erzielten Bündnis 90/Die Grünen bei Wählerinnen 13 % gegenüber 9 % bei den Männern. Unter den grünen Wählern sind Dienstleistungsberufe besonders repräsentiert. Die Beamten machten zwar mit 18 % bei der Bundestagswahl 2009 den größten Anteil der grünen Wähler aus, derjenige der Selbstständigen, der 1987 nur 1 % ausgemacht hatte, war jedoch auf 14 % angestiegen, so dass diese inzwischen die zweitstärkste Gruppe unter den Wählern bilden.
Die Grünen finden ihre Wähler vor allem in städtischen Milieus mit hoher Bildung. So erzielt die Partei in den drei Stadtstaaten Berlin, Hamburg und Bremen meist zweistellige Wahlergebnisse und war dort mehrfach an Landesregierungen beteiligt. Hochburgen haben die Grünen aber auch in einigen Flächenstaaten, insbesondere in Baden-Württemberg und in Hessen sowie in jüngerer Zeit in Schleswig-Holstein und Teilen Niedersachsens und Bayerns. In den Universitätsstädten Kassel, Greifswald, Hannover und Bonn stellt die Partei die Oberbürgermeister. Von 2013 bis 2021 wurde mit Stuttgart erstmals eine Landeshauptstadt von einem grünen Oberbürgermeister regiert. Im Berliner Wahlkreis Kreuzberg-Friedrichshain-Prenzlauer Berg Ost konnte Hans-Christian Ströbele viermal in Folge ein Direktmandat für den Bundestag erringen. Geringere Stimmenanteile hat die Partei dagegen im ländlichen Raum.
Problematisch ist die Stellung von Bündnis 90/Die Grünen in den östlichen Bundesländern. 1990 waren das Bündnis 90 und die Ost-Grünen hier noch relativ erfolgreich und in Brandenburg an einer Ampelkoalition beteiligt. Die Verdienste der Bürgerrechtsbewegung und somit des Bündnisses 90 spielten schon bald nach der Wiedervereinigung keine wesentliche Rolle mehr. Im „Superwahljahr“ 1994 scheiterte Bündnis 90/Die Grünen außer in Sachsen-Anhalt in allen ostdeutschen Ländern an der Fünfprozenthürde. Dieses Schicksal ereilte vier Jahre später auch den Landesverband in Sachsen-Anhalt. In den folgenden Jahren lagen die Ergebnisse bei Landtagswahlen teilweise unter 2 %. Im dünn besiedelten Mecklenburg-Vorpommern hat Bündnis 90/Die Grünen bis zur Landtagswahl am 4. September 2011 noch nie die Fünfprozenthürde überwinden können. Bei der Landtagswahl in Sachsen 2004 und denen in Thüringen sowie Brandenburg 2009 gelang der knappe Wiedereinzug in einige ostdeutsche Landesparlamente. Auch bei der Bundestagswahl 2009 steigerte die Partei ihren Stimmanteil im Osten um 1,6 Prozentpunkte auf 6,0 % (gegenüber 11,4 % im Westen, jeweils ohne Berlin), so dass sich der Charakter einer „West-Partei“ allmählich abzuschwächen scheint. Dennoch fehlt in Ostdeutschland für eine feste gesellschaftliche Verankerung weitgehend das Milieu, das in Westdeutschland die Stammwähler der Grünen stellt.
Bei der Bundestagswahl 2009 brachten Wählerwanderungen bisheriger SPD-Wähler den Grünen einen Zuwachs von 870.000 Stimmen ein, dagegen verlor Bündnis 90/Die Grünen 140.000 Wähler an die Linkspartei und weitere 30.000 Stimmen an die Gruppe der Nichtwähler. Deutlich geringer waren die Wählerwanderungen vom und in das bürgerliche Lager. Während 50.000 bisherige Unionswähler zu den Grünen wechselten, verlor die Partei 30.000 Wähler an die FDP. Schon bei der Bundestagswahl 2005 hatten die Grünen 140.000 Stimmen von der SPD hinzugewonnen, aber 240.000 Wähler wechselten zur Linkspartei und 70.000 Stimmen in das Lager der Nichtwähler. Anders als 2009 gingen 2005 zudem 130.000 Stimmen an die Union verloren. Bei der Europawahl 2019 gewann die Partei vor allem Stimmen von der CDU und der SPD, jedoch im Vergleich zur Bundestagswahl 2017. Bei den Europawahlen 2024 verloren die Grünen jeweils mehr als eine halbe Million Wähler an die Union und in das Lager der Nichtwähler. Zugewinne gab es nur bei ehemaligen Wählern der SPD.

### Frauenstatut, Trennung von Amt und Mandat
Bündnis 90/Die Grünen haben sich einem Frauenstatut verpflichtet. Dieses sieht eine Frauenquote auf Listenplätze, Delegierte und Rederechte vor. Bei Wahlen in gleiche Ämter und bei der Aufstellung von Wahllisten ist mindestens die Hälfte der Plätze für Frauen reserviert. Bei einem Gremium mit drei Plätzen sind also mindestens zwei Frauen zu wählen. Findet sich keine Kandidatin für einen Frauen zustehenden Platz, so können die anwesenden Frauen diesen für eine offene Wahl freigeben. Wegen der Quotierung werden die meisten Sprecher bzw. Vorsitzenden in den Bundes- und Landesverbänden, in den Fraktionen und anderen Gremien mit Doppelspitzen besetzt.
Die Grünen betrachten die Frauenquote bis zur Erreichung eines ausgeglichenen Verhältnisses von Männern und Frauen in der Politik als notwendig, um eine gleichberechtigte Teilhabe von Frauen in der Politik zu erreichen. Weitere Privilegien der weiblichen Parteimitglieder sind das „Frauenvotum“ und das „Frauenveto“. Auf Antrag von mindestens zehn stimmberechtigten Frauen (auf Bundesebene) bzw. von einer einzelnen (bis einschließlich Landesebene) ist vor einer regulären Abstimmung ein Votum unter den anwesenden Frauen durchzuführen. Auf allen Versammlungen kann die Mehrheit der anwesenden Frauen ein Vetorecht ausüben, um eine Beschlussvorlage auf die folgende Versammlung vertagen zu lassen. Ein Vetorecht kann pro Vorlage nur einmal ausgeübt werden.
Basisdemokratie war für die Grünen der 1980er Jahre nicht nur eine gesamtgesellschaftliche Forderung, sondern sollte auch innerhalb der „Anti-Parteien-Partei“ vorgelebt werden. Als „grundlegende Alternative zu den herkömmlichen Parteien“, die die Vorgaben des Parteiengesetzes freilich einhalten musste, sollten ihre politischen Repräsentanten stets an den Willen der dezentral organisierten Parteibasis rückgebunden sein und einer ständigen Kontrolle unterliegen. Unbedingt wollte man eine Funktionärskaste von Berufspolitikern verhindern, wie die Grünen sie in allen etablierten Parteien kritisierten. Zu den rigiden Vorbeugungsmaßnahmen gegen bürokratische Verkrustungen einer politischen Klasse gehörte, dass in den Anfangsjahren alle Parteiämter ehrenamtlich ausgeübt werden mussten. Ein weiteres Element zur Verhinderung professionalisierter parlamentarischer Eliten bestand darin, dass ein Großteil der Diäten an die Partei abzuführen war und nur ein einem Facharbeitergehalt entsprechender Betrag persönlich behalten werden durfte. Zudem gab es in allen Gremien keine Vorsitzenden, sondern ein Sprecherkollegium. So hatten die Partei und die Bundestagsfraktion bis 1990/91 jeweils drei gleichberechtigte Sprecher, die zudem nach kurzer Zeit von anderen abgelöst wurden. Konsequenterweise führten die Grünen lange Zeit keine personalisierten Wahlkämpfe, für die auch erst seit Anfang 2000 externe Berater und Werbeagenturen beauftragt werden. Um Ämterhäufung und Machtkonzentration zu vermeiden, verfolgten die Grünen lange eine strikte Trennung von Amt und Mandat. 2003 wurde diese Regelung jedoch gelockert, seitdem dürfen nicht mehr als ein Drittel der Mitglieder des Bundesvorstandes auch Abgeordnete sein, allerdings dürfen sie nicht Mitglieder einer Landes- oder Bundesregierung sein. Auf dem Grünen-Parteitag im Januar 2018 wurde mit die erforderliche Zweidrittelmehrheit übersteigenden 77 % eine achtmonatige Übergangsfrist eingeführt, innerhalb der Regierungsmitglieder trotz der Wahl zum Grünen-Bundesvorsitzenden weiterhin in ihrem Amt tätig sein können. Dies betraf den seit Januar 2018 amtierenden Bundesvorsitzenden Robert Habeck, der nach der Übergangsfrist Ende August 2018 aus dem Amt des schleswig-holsteinischen Umweltministers ausscheiden musste. Bereits seit 1987 konnten Mitglieder des Bundesvorstandes eine Vergütung beantragen.
Von den zahlreichen Besonderheiten, die die Grünen in ihrer Gründungsphase organisatorisch von den etablierten Parteien unterschieden, sind heute lediglich die Doppelspitze, die stark gelockerte Trennung von Amt und Mandat sowie die Frauenquote übrig geblieben. Letztere übernahm in abgemilderter Form 1988 auch die SPD, die CDU führte 1994 ein sogenanntes Frauenquorum ein. In vielen Bereichen haben sich die Grünen professionalisiert und anderen Parteien angeglichen.

### Gliederung
| Landesverband          | Sprecher/Vorsitzende                  | Mitglieder |
| ---------------------- | ------------------------------------- | ---------- |
| Baden-Württemberg      | Lena Schwelling, Pascal Haggenmüller  | 23.000     |
| Bayern                 | Eva Lettenbauer, Gisela Sengl         | 26.800     |
| Berlin                 | Nina Stahr, Philmon Ghirmai           | 16.465     |
| Brandenburg            | Andrea Lübcke, Clemens Rostock        | 3.660      |
| Bremen                 | Franziska Tell, Josephine Assmus      | 1.620      |
| Hamburg                | Selina Storm, Leon Alam               | 6.050      |
| Hessen                 | Anna Lührmann, Julia Frank            | 12.574     |
| Mecklenburg-Vorpommern | Katharina Horn, Ole Krüger            | 1.558      |
| Niedersachsen          | Greta Garlichs, Maximilian Strautmann | 17.000     |
| Nordrhein-Westfalen    | Yazgülü Zeybek, Tim Achtermeyer       | 39.000     |
| Rheinland-Pfalz        | Natalie Cramme-Hill, Paul Bunjes      | 7.800      |
| Saarland               | Jeanne Dillschneider, Volker Morbe    | 1.728      |
| Sachsen                | Marie Müser                           | 5.000      |
| Sachsen-Anhalt         | Madeleine Linke, Dennis Helmich       | 1.500      |
| Schleswig-Holstein     | Anke Erdmann, Gazi Freitag            | 7.690      |
| Thüringen              | Ann-Sophie Bohm, Luis Schäfer         | 1.900      |

Die Partei ist in 16 Landesverbänden sowie in rund 1800 Ortsverbänden und etwa 440 Kreisverbänden organisiert. In Großstädten existieren teilweise für einzelne Stadtteile Orts- und für Stadtbezirke Kreisverbände. Nach dem Prinzip der Dezentralisierung wird den Ortsverbänden weitgehende Autonomie eingeräumt. Ortsverbände im Ausland existieren in Brüssel und in Washington, D.C.
Die stärksten Landesverbände sind diejenigen von Nordrhein-Westfalen, Bayern und Baden-Württemberg, die kleinsten sind die Landesverbände in Mecklenburg-Vorpommern, Thüringen und Sachsen-Anhalt. Die Stadtstaaten Berlin, Hamburg und Bremen stellen, gemessen an der Einwohnerzahl, mitgliederstarke Verbände.

### Bundesdelegiertenkonferenz

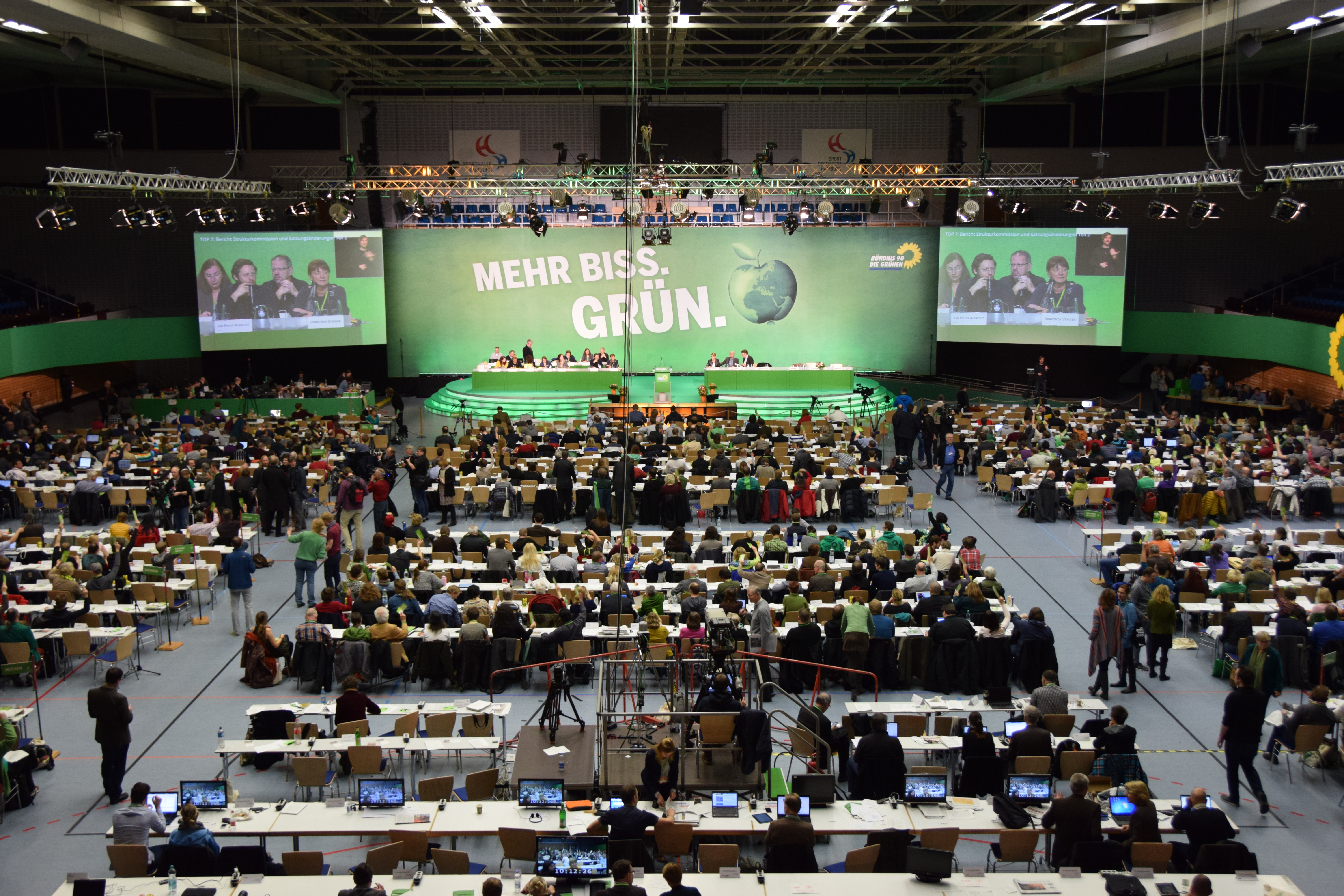
Bundesdelegiertenkonferenz Hamburg 2014

Die Bundesdelegiertenkonferenz (BDK) oder Bundesversammlung ist das oberste Beschlussorgan und entspricht dem Bundesparteitag anderer Parteien. Auf ihr wählen die Delegierten den Bundesvorstand, die Kandidaten der Europawahlliste, die Mitglieder des Parteirats, des Bundesschiedsgerichts sowie die Bundesrechnungsprüfer und entscheiden über Programm und Satzung.
Die Bundesdelegiertenkonferenz findet mindestens einmal im Jahr statt. Jeder Kreisverband entsendet abhängig von seiner Größe mindestens einen Delegierten auf die Bundesversammlung. Bei der Vereinigung der Grünen mit dem Bündnis 90 wurden den ostdeutschen Landesverbänden Sonderrechte eingeräumt. So stehen diesen 185 der 840 Delegiertenplätze zu.

### Bundesvorstand
Das Tagesgeschäft der Bundespartei wird durch den Bundesvorstand geführt, der aus einer gleichberechtigten Doppelspitze im Vorsitz (Felix Banaszak und Franziska Brantner), der politischen Geschäftsführerin (Pegah Edalatian), der Bundesschatzmeisterin (Manuela Rottmann) und zwei stellvertretenden Vorsitzenden besteht, Sven Giegold und Heiko Knopf.
Der sechsköpfige Bundesvorstand wird von der Bundesdelegiertenkonferenz für zwei Jahre gewählt. Seit 2001 heißen die beiden gleichberechtigten Parteispitzen Bundesvorsitzende, früher war die Rede von Sprechern. Es wird darauf geachtet, dass die beiden Bundesvorsitzenden sowie die übrigen Mitglieder des Vorstands jeweils zur Hälfte dem Realo-Flügel und dem linken Flügel entstammen sowie, dass der Vorstand mindestens zur Hälfte mit Frauen besetzt ist. Bis 1991 wurde der Parteivorstand im Westen von einem Dreierkollegium geleitet, dessen Besetzung ebenfalls neben der Frauenquote auch die Repräsentation der verschiedenen Strömungen innerhalb der Partei berücksichtigte.
Die damaligen Vorstandsvorsitzenden Claudia Roth und Fritz Kuhn traten im Dezember 2002 zur Neuwahl des Vorstands nicht wieder an, nachdem die Bundesdelegiertenkonferenz einen Antrag auf Abschaffung der Trennung von Amt und Mandat mit knapper Sperrminorität abgelehnt hatte. Bei der Wahl zum Bundesvorstand im Oktober 2004 in Kiel wurde Claudia Roth jedoch wieder gewählt. Dies war möglich, da eine Urabstimmung zu dieser Problematik die bisher strikte Regelung gelockert hatte und nun ein Drittel der Bundesvorstandsmitglieder auch Mitglieder des Bundestages sein können.

### Politische Geschäftsführung
Anstatt eines Generalsekretärs gibt es im Bundesverband und in einigen Landesverbänden einen Politischen Geschäftsführer. Dieser ist hauptberuflich für die Partei tätig, stimmberechtigtes Vorstandsmitglied und wird direkt von der Delegiertenkonferenz gewählt. Seit 2024 ist dies Pegah Edalatian. Bisherige Politische Geschäftsführer waren Eberhard Walde (1983–1991), Heide Rühle (1993–1998), Reinhard Bütikofer (1998–2002), Steffi Lemke (2002–2013), Michael Kellner (2013–2022) und Emily Büning (2022–2024).
Der Bundesverband und einige Landesverbände haben daneben eine organisatorische Geschäftsführung. Organisatorische Geschäftsführer werden vom Vorstand als Angestellte beschäftigt, sind an Weisungen gebunden und haben keine eigene politische Entscheidungskompetenz. Organisatorischer Geschäftsführer des Bundesverbandes ist seit 2023 Ferenc Földesi.

### Länder- und Parteirat
Das oberste beschlussfassende Organ zwischen den Bundesversammlungen ist der vierteljährlich tagende Länderrat. Er beschließt über die Richtlinien der Politik zwischen den Bundesdelegiertenkonferenzen und koordiniert die Arbeit zwischen den Gremien der Bundespartei, den Fraktionen und den Landesverbänden. Tatsächlich ist seine Funktion als Diskussionsgremium bedeutender als die eines Entscheidungsorgans. Die Mitglieder des Bundesvorstands gehören dem Länderrat aufgrund ihres Amtes an, weitere Mitglieder werden aus den Landesverbänden, der Bundestagsfraktion, den Landtagsfraktionen und dem Europaparlament sowie von den Bundesarbeitsgemeinschaften delegiert. Der Länderrat löste 1991 den Bundeshauptausschuss ab.
Ähnliche Aufgaben hat der 1998 eingerichtete beratende Parteirat. Er entwickelt und plant gemeinsame Initiativen der Gremien, Fraktionen und Landesverbände. Der Parteirat trifft sich in der Regel in den Sitzungswochen des Deutschen Bundestags. Seine Mitglieder arbeiten in dem Gremium ehrenamtlich. Die Bundesvorsitzenden sowie der politische Geschäftsführer gehören dem Parteirat kraft Amtes an. Die übrigen der bis zu 16 Mitglieder werden von der Bundesdelegiertenkonferenz gewählt.

### G-Koordination

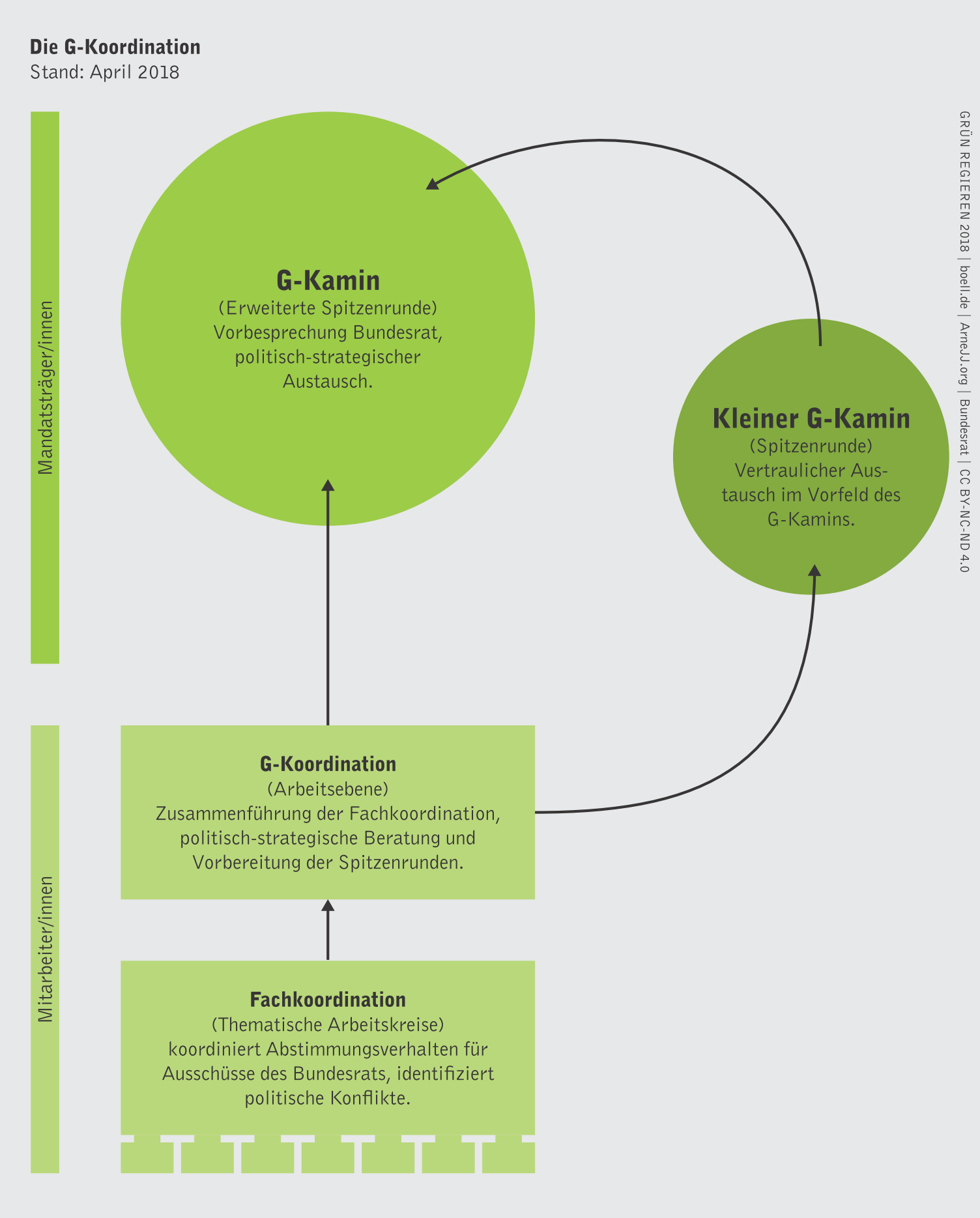
Schematische Darstellung der G-Koordination

Aufgrund der vielen Regierungsbeteiligungen, die die Grünen seit 2007 in den Ländern eingegangen sind, sind sie zu einer einflussreichen Größe im Bundesrat und in den Bund-Länder-Abstimmungen geworden. Für die parteiinterne Abstimmung in der Bundespolitik haben die Grünen die so genannte G-Koordination geschaffen. Mit ihr stimmen sich Spitzen der Bundespartei, der Bundestagsfraktion und der Regierungsgrünen in den Ländern ab. Die Struktur der G-Koordination umfasst eine Fachkoordination für ausgewählte Politikfelder, eine übergreifende G-Koordination auf Arbeitsebene sowie zwei Kaminrunden des politischen Spitzenpersonals.

### Bundesfrauenrat, Grundsatzkommission und Arbeitsgemeinschaften
Der Bundesfrauenrat plant und koordiniert die frauenpolitische Arbeit innerhalb der Partei. Ihm gehören die weiblichen Mitglieder des Bundesvorstandes, der Bundestagsfraktion und des Europaparlaments sowie zwei weibliche Delegierte jedes Landesverbandes an. Zwischen den Bundesversammlungen beschließt er über die Richtlinien der Frauenpolitik. Gewählt werden die Mitglieder von den Frauen der Landesverbände und der Landesarbeitsgemeinschaften Frauenpolitik sowie des Bundesvorstands, der Bundestags- und Europafraktion und der Bundesarbeitsgemeinschaften Frauen- und Lesbenpolitik. Jährlich wird eine Bundesfrauenkonferenz einberufen.
Zu vielen Politikfeldern gibt es Bundesarbeitsgemeinschaften (BAG). Diese flankieren die programmatische Arbeit der Grundsatzkommission und sollen in Zusammenarbeit mit (Fach-)Verbänden, Initiativen und wissenschaftlichen Institutionen Konzepte und Strategien zu Schwerpunktthemen entwickeln sowie die inhaltliche Arbeit innerhalb der Partei koordinieren. Die Bundesarbeitsgemeinschaften haben Antragsrecht auf Bundesversammlungen und im Länderrat. Die stimmberechtigten Mitglieder werden von den jeweiligen Landesarbeitsgemeinschaften (LAG) gewählt oder von den Landesvorständen entsandt. Die Bundesarbeitsgemeinschaften tagen in der Regel zwei- bis dreimal im Jahr.
Seit 2016 gibt es folgende Bundesarbeitsgemeinschaften: Arbeit Soziales Gesundheit, Behindertenpolitik, Bildung, Christinnen und Christen, Demokratie und Recht, Energie, Europa, Frauenpolitik, Frieden, Globale Entwicklung, Kinder Jugend Familie, Kultur, Landwirtschaft und ländliche Entwicklung, Lesbenpolitik, Medien- und Netzpolitik, Migration und Flucht, Mobilität und Verkehr, Ökologie, Planen Bauen Wohnen, Säkulare Grüne, Schwulenpolitik, Tierschutz, Wirtschaft und Finanzen, Wissenschaft Hochschule Technologiepolitik.

### Grüne Jugend und Campusgrün
Der Jugendverband von Bündnis 90/Die Grünen ist die Grüne Jugend mit 7.100 Mitgliedern (Stand: Oktober 2017). Auf Bundesebene wurde der Jugendverband erst 1994, damals noch unter dem Namen Grün-Alternatives Jugendbündnis (GAJB), gegründet, Landesverbände existierten seit 1991. Die Grüne Jugend ist seit 2001 eine Teilorganisation der Partei. Als solche hat sie Antragsrecht auf Parteitagen und stellt Vertreter in den Parteigremien. Das Höchstalter für die Mitgliedschaft beträgt 27 Jahre, sie ist von einer Parteimitgliedschaft unabhängig. Höchstes beschlussfassendes Gremium ist der Bundeskongress, zu dem im Unterschied zu den meisten anderen politischen Jugendverbänden alle Mitglieder eingeladen werden und stimmberechtigt sind. Die Grüne Jugend positioniert sich in vielen Bereichen links von der Mutterpartei.
Die gut 70 grünen und grün-nahen Hochschulgruppen sind im Bundesverband grün-alternativer Hochschulgruppen Campusgrün zusammengeschlossen, der organisatorisch und politisch unabhängig von der Partei ist. Campusgrün arbeitet unter anderem mit der bündnisgrünen Bundesarbeitsgemeinschaft Wissenschafts-, Hochschul- & Technologiepolitik, mit der Grünen Jugend und mit der Heinrich-Böll-Stiftung zusammen. Die einzelnen Hochschulgruppen sind autonom und stehen der Partei unterschiedlich nahe. Zweimal im Jahr finden Bundesversammlungen des Dachverbandes statt, bei denen jede Mitgliedshochschulgruppe mit ein bis zwei stimmberechtigten Delegierten vertreten ist.

### Heinrich-Böll-Stiftung

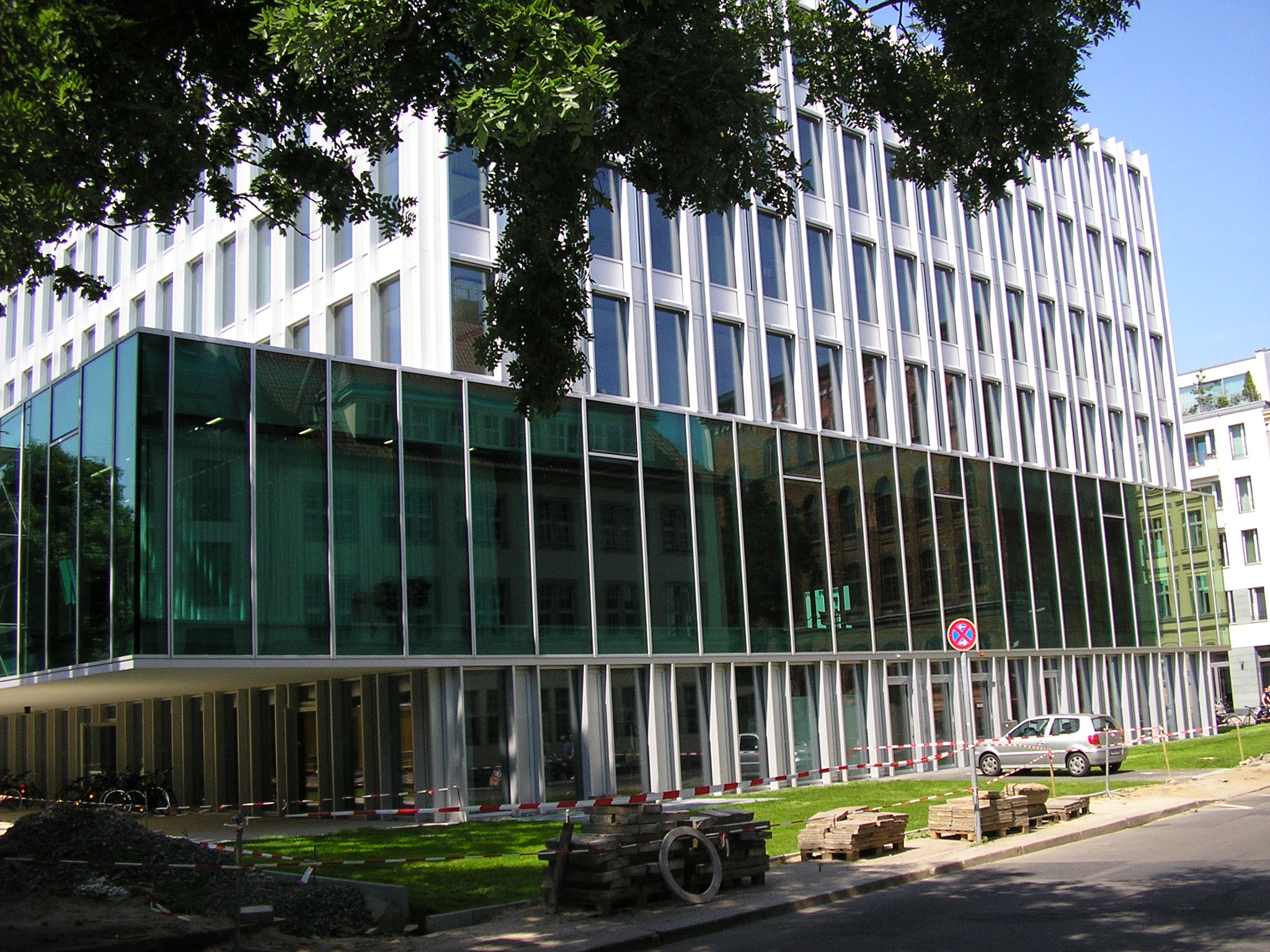
Zentrale der Heinrich-Böll-Stiftung in Berlin-Mitte

Die Heinrich-Böll-Stiftung ist, wie alle anderen parteinahen Stiftungen, formal unabhängig. Entgegen ihrem Namen ist sie ihrer Rechtsform nach keine Stiftung, sondern ein eingetragener Verein. In ihrer heutigen Form ging sie 1996/97 aus den im Stiftungsverband Regenbogen zusammengeschlossenen drei Stiftungen Buntstift (Göttingen), Frauen-Anstiftung (Hamburg) und Heinrich-Böll-Stiftung (Köln) hervor, die in der ersten Hälfte der 1980er-Jahre gegründet worden waren. In der Buntstift-Föderation waren die verschiedenen Stiftungen der grünen Landesverbände organisiert. Die Heinrich-Böll-Stiftung ist auch heute noch föderal organisiert und unterhält sechzehn Landesgliederungen. Weltweit ist sie in 27 Auslandsbüros präsent.
Die Heinrich-Böll-Stiftung ist eine Einrichtung der politischen Bildung und unterhält ein Studienwerk, das Stipendien an Studierende und Promovierende vergibt. Mit der grünen Partei teilt sie die Grundwerte Ökologie, Demokratie, Solidarität und Gewaltfreiheit. Querschnittsthemen, die die gesamte Arbeit der Stiftung durchziehen, sind Migration und Geschlechterdemokratie. Die Geschichte der grünen Politik und der Neuen Sozialen Bewegungen wird im Archiv Grünes Gedächtnis dokumentiert und aufgearbeitet.

### Finanzen
| Einnahmen der Grünen (EUR)                                      | 2022          | 2021          | 2020          | 2019          | 2018          | 2017          | 2016          |
| --------------------------------------------------------------- | ------------- | ------------- | ------------- | ------------- | ------------- | ------------- | ------------- |
| aus Mitgliedsbeiträgen                                          | 24.820.809,38 | 22.505.110,69 | 18.830.409,86 | 15.222.556,32 | 11.343.891,42 | 9.777.057,50  | 9.079.756,00  |
| aus Mandatsträgerbeiträgen und sonstigen regelmäßigen Einnahmen | 19.989.580,34 | 16.949.711,02 | 14.449.900,17 | 11.049.910,85 | 9.945.791,08  | 9.734.854,87  | 9.735.500,76  |
| aus Spenden von natürlichen Personen                            | 4.837.530,94  | 12.984.117,45 | 5.882.889,64  | 5.851.068,34  | 4.200.867,78  | 4.910.019,70  | 4.432.067,10  |
| aus Spenden von juristischen Personen                           | 697.190,52    | 1.442.941,29  | 692.354,94    | 719.815,71    | 657.070,79    | 962.753,44    | 702.845,86    |
| aus Unternehmenstätigkeiten und Beteiligungen                   | 0             | 84,48         | 308,56        | 663,12        | 311,80        | 184,62        | 397,37        |
| aus sonstigem Vermögen                                          | 120.126,27    | 131.120,61    | 165.674,58    | 148.538,12    | 724.001,63    | 160.741,01    | 115.942,41    |
| aus Veranstaltungen, Vertrieb und sonstigen Tätigkeiten         | 893.943,53    | 491.555,10    | 449,726,08    | 1.015.996,12  | 847.979,79    | 678.643,23    | 890.100,95    |
| aus staatlichen Mitteln                                         | 29.589.661,41 | 30.092.465,94 | 22,622,757,67 | 23.988.901,93 | 19.251.191,32 | 15.819.010,95 | 15.845.658,16 |
| aus sonstigen Einnahmen                                         | 2.754.824,80  | 2.179.612,56  | 1,955,059,17  | 1.697.827,53  | 1.473.726,50  | 1.429.774,47  | 1.471.194,81  |
| Gesamt                                                          | 83.803.667,19 | 86.776.719,14 | 66,049,080,65 | 59.695.278,04 | 48.444.832,11 | 43.473.039,79 | 42.273.463,42 |

Der Rechenschaftsbericht der Grünen für das Jahr 2021 wies für die Gesamtpartei Einnahmen in Höhe von rund 86,8 Millionen Euro aus. Davon entfielen gut 26,3 Millionen Euro auf den Bundesverband, gut 25,3 Millionen Euro auf die Landesverbände und rund 39,2 Millionen Euro auf nachgeordnete Gebietsverbände. Den größten Anteil machte die staatliche Parteienfinanzierung aus, die stark von der Zahl der Wahlen in einem Jahr und dem Erfolg der Partei abhängig ist. 2021 wurden staatliche Mittel in Höhe von etwa 30,1 Millionen Euro durch den Deutschen Bundestag festgesetzt. Davon entfielen etwa 17,8 Millionen Euro auf die Landesverbände und rund 12,3 Millionen Euro auf den Bundesverband.
Dem standen 2021 Ausgaben in Höhe von knapp 92,4 Millionen Euro gegenüber. Hier entfielen gut 29,2 Millionen Euro auf den Bundesverband, gut 27,4 Millionen Euro auf die Landesverbände und 39,9 Millionen Euro auf nachgeordnete Gebietsverbände. Die Ausgaben für Wahlkämpfe machten mit über 42,6 Millionen Euro (46,15 % der Ausgaben) den, neben den darauf folgenden Personalausgaben von gut 30,2 Millionen Euro (32,65 % der Ausgaben), mit Abstand größten Posten aus. Für allgemeine politische Arbeit wurden gut 7,3 Millionen Euro und für Sachausgaben für den laufenden Geschäftsbetrieb gut 12,0 Millionen Euro aufgewendet.
Das positive Reinvermögen der Partei betrug 66.924.585 Euro. Auf den Bundesverband entfielen dabei knapp 15 Millionen Euro, auf die Landesverbände knapp 21 Millionen Euro und auf nachgeordnete Gebietsverbände rund 31 Millionen Euro.
Der seit 2008 ausschließlich in „grüne“ Unternehmen investierende Finanzinvestor Jochen Wermuth spendete Bündnis 90/Die Grünen 2016 insgesamt 599.989 Euro.
| Unternehmen/Verband                                       | Spende    |
| --------------------------------------------------------- | --------- |
| Verband der Metall- u. Elektroindustrie Baden-Württemberg | 45.000 €  |
| Verband Bayer. Metall- u. Elektroindustrie                | 50.001 €  |
| Verband Metall- u. Elektroindustrie NRW                   | 25.000 €  |
| Allianz                                                   | 30.000 €  |
| IBC Solar AG                                              | 10.001 €  |
| Ergo Versicherungsgruppe                                  | 15.000 €  |
| Münchener Rück                                            | 15.000 €  |
| Verband Chemischer Industrie e. V.                        | 42.000 €  |
| AVM Computersysteme Vertriebs GmbH                        | 10.001 €  |
| Büschl Unternehmensgruppe Holding GmbH & Co. KG           | 20.000 €  |
| CHECK 24 Media GmbH                                       | 20.000 €  |
| Deutsche Vermögensberatung AG                             | 106.000 € |
| Dr. August Oetker KG                                      | 15.000 €  |
| EVWB2 GmbH                                                | 14.300 €  |
| Flossbach von Storch AG                                   | 69.548 €  |
| GLS Gemeinschaftsbank eG                                  | 20.000 €  |
| JobRad GmbH                                               | 30.000 €  |
| OHB System AG                                             | 11.000 €  |
| Sixt                                                      | 50.001 €  |
| Südzucker AG                                              | 20.000 €  |
| TripleA GmbH                                              | 25.000 €  |
| Union Investment                                          | 10.001 €  |
| WestfalenWIND GmbH                                        | 20.000 €  |
| Windkraft Schonach GmbH                                   | 11.000 €  |
| Windpower Beteiligungs-GmbH & Co. KG                      | 10.100 €  |
| wpd onshore GmbH & Co. KG                                 | 29.000 €  |
| Gesamt                                                    | 722.853 € |

| Spendenbetrag | Spender                                                                    | Datum des Eingangs |
| ------------- | -------------------------------------------------------------------------- | ------------------ |
| 0300.000 Euro | Jochen Wermuth                                                             | 23. Februar 2016   |
| 0299.989 Euro | Jochen Wermuth                                                             | 29. August 2016    |
| 0110.000 Euro | Südwestmetall – Verband der Metall- und Elektroindustrie Baden-Württemberg | 12. Dezember 2016  |

## Politik in Bund, Land, Kommunen und EU

### Bundestagsfraktion
Ein wichtiges Machtzentrum innerhalb der Partei ist die Bundestagsfraktion. Im 20. Deutschen Bundestag von 2021 ist Bündnis 90/Die Grünen mit 118 Abgeordneten als drittgrößte Fraktion vertreten. Das Durchschnittsalter ist 42 Jahre und 59,3 % der Fraktionsmitglieder sind Frauen. Die Fraktionsvorsitzenden sind Britta Haßelmann und Katharina Dröge, Parlamentarische Geschäftsführerin ist Irene Mihalic.
Die Bundestagsfraktion der Grünen hatte früher drei gleichberechtigte Sprecher, die jährlich wechselten. Dies änderte sich nach der Bundestagswahl 1990, bei der Bündnis 90 und die Grünen mit nur acht Abgeordneten als Gruppe im Parlament vertreten waren, deren Sprecher Werner Schulz war. Seit Bündnis 90/Die Grünen 1994 wieder als Fraktion in den Bundestag einzogen, haben sie zwei für die gesamte Legislaturperiode gewählte Vorsitzende.

### Koalitionen auf Länderebene
| Regierungsbeteiligungen von Grünen, Bündnis 90 und Bündnis 90/Die Grünen | Regierungsbeteiligungen von Grünen, Bündnis 90 und Bündnis 90/Die Grünen | Regierungsbeteiligungen von Grünen, Bündnis 90 und Bündnis 90/Die Grünen                              |
| Dauer                                                                    | Land/Bund                                                                | Koalitionspartner                                                                                     |
| ------------------------------------------------------------------------ | ------------------------------------------------------------------------ | --- |
| 1985–1987                                                                | Hessen                                                                   | SPD (Kabinett Börner III)                                                                             |
| 1989–1990                                                                | Berlin                                                                   | AL mit SPD (Senat Momper)                                                                             |
| 1990                                                                     | Berlin                                                                   | AL mit SPD und CDU (sog. MagiSenat gem. Art. 16 Einigungsvertrag, Senat Momper/Magistrat Schwierzina) |
| 1990–1994                                                                | Niedersachsen                                                            | SPD (Kabinett Schröder I)                                                                             |
| 1990–1994                                                                | Brandenburg                                                              | B’90 mit SPD und FDP (Kabinett Stolpe I)                                                              |
| 1991–1999                                                                | Hessen                                                                   | SPD (Kabinett Eichel I und II)                                                                        |
| 1991–1995                                                                | Bremen                                                                   | SPD und FDP (Senat Wedemeier III)                                                                     |
| 1994–1998                                                                | Sachsen-Anhalt                                                           | SPD (Kabinett Höppner I (durch PDS toleriert))                                                        |
| 1995–2005                                                                | Nordrhein-Westfalen                                                      | SPD (Kabinett Rau V, Kabinett Clement I und II, Kabinett Steinbrück)                                  |
| 1996–2005                                                                | Schleswig-Holstein                                                       | SPD (Kabinett Simonis II und III)                                                                     |
| 1997–2001                                                                | Hamburg                                                                  | SPD (Senat Runde)                                                                                     |
| 1998–2005                                                                | Bundesregierung                                                          | SPD (Kabinett Schröder I und II)                                                                      |
| 2001–2002                                                                | Berlin                                                                   | SPD (Senat Wowereit I (durch PDS toleriert))                                                          |
| 2007–2019                                                                | Bremen                                                                   | SPD (Senat Böhrnsen II und III, Senat Sieling)                                                        |
| 2008–2010                                                                | Hamburg                                                                  | CDU (Senat von Beust III und Senat Ahlhaus)                                                           |
| 2009–2012                                                                | Saarland                                                                 | CDU und FDP (Kabinett Müller III und Kabinett Kramp-Karrenbauer I)                                    |
| 2010–2017                                                                | Nordrhein-Westfalen                                                      | SPD (Kabinett Kraft I (als Minderheitsregierung) und II)                                              |
| 2011–2016                                                                | Baden-Württemberg                                                        | SPD (Kabinett Kretschmann I)                                                                          |
| 2011–2016                                                                | Rheinland-Pfalz                                                          | SPD (Kabinett Beck V und Kabinett Dreyer I)                                                           |
| 2012–2017                                                                | Schleswig-Holstein                                                       | SPD und SSW (Kabinett Albig)                                                                          |
| 2013–2017                                                                | Niedersachsen                                                            | SPD (Kabinett Weil I)                                                                                 |
| 2014–2024                                                                | Hessen                                                                   | CDU (Kabinett Bouffier II und III, Kabinett Rhein I)                                                  |
| 2014–2020                                                                | Thüringen                                                                | Die Linke und SPD (Kabinett Ramelow I)                                                                |
| 2016–2021                                                                | Sachsen-Anhalt                                                           | CDU und SPD (Kabinett Haseloff II)                                                                    |
| 2016–2023                                                                | Berlin                                                                   | SPD und Die Linke (Senat Müller II und Senat Giffey)                                                  |
| 2017–2022                                                                | Schleswig-Holstein                                                       | CDU und FDP (Kabinett Günther I)                                                                      |
| 2019–2024                                                                | Brandenburg                                                              | SPD und CDU (Kabinett Woidke III)                                                                     |
| 2019–2024                                                                | Sachsen                                                                  | CDU und SPD (Kabinett Kretschmer II)                                                                  |
| 2020–2024                                                                | Thüringen                                                                | Die Linke und SPD (Kabinett Ramelow II)                                                               |
| 2021–2025                                                                | Bundesregierung                                                          | SPD und FDP (Kabinett Scholz – als Minderheitsregierung mit SPD ab Nov. 2024)                         |
| seit 2015                                                                | Hamburg                                                                  | SPD (Senat Scholz II, Senat Tschentscher I, II und III)                                               |
| seit 2016                                                                | Baden-Württemberg                                                        | CDU (Kabinett Kretschmann II und III)                                                                 |
| seit 2016                                                                | Rheinland-Pfalz                                                          | SPD und FDP (Kabinett Dreyer II und III, Kabinett Schweitzer)                                         |
| seit 2019                                                                | Bremen                                                                   | SPD und Die Linke (Senat Bovenschulte I und II)                                                       |
| seit 2022                                                                | Nordrhein-Westfalen                                                      | CDU (Kabinett Wüst II)                                                                                |
| seit 2022                                                                | Schleswig-Holstein                                                       | CDU (Kabinett Günther II)                                                                             |
| seit 2022                                                                | Niedersachsen                                                            | SPD (Kabinett Weil III)                                                                               |

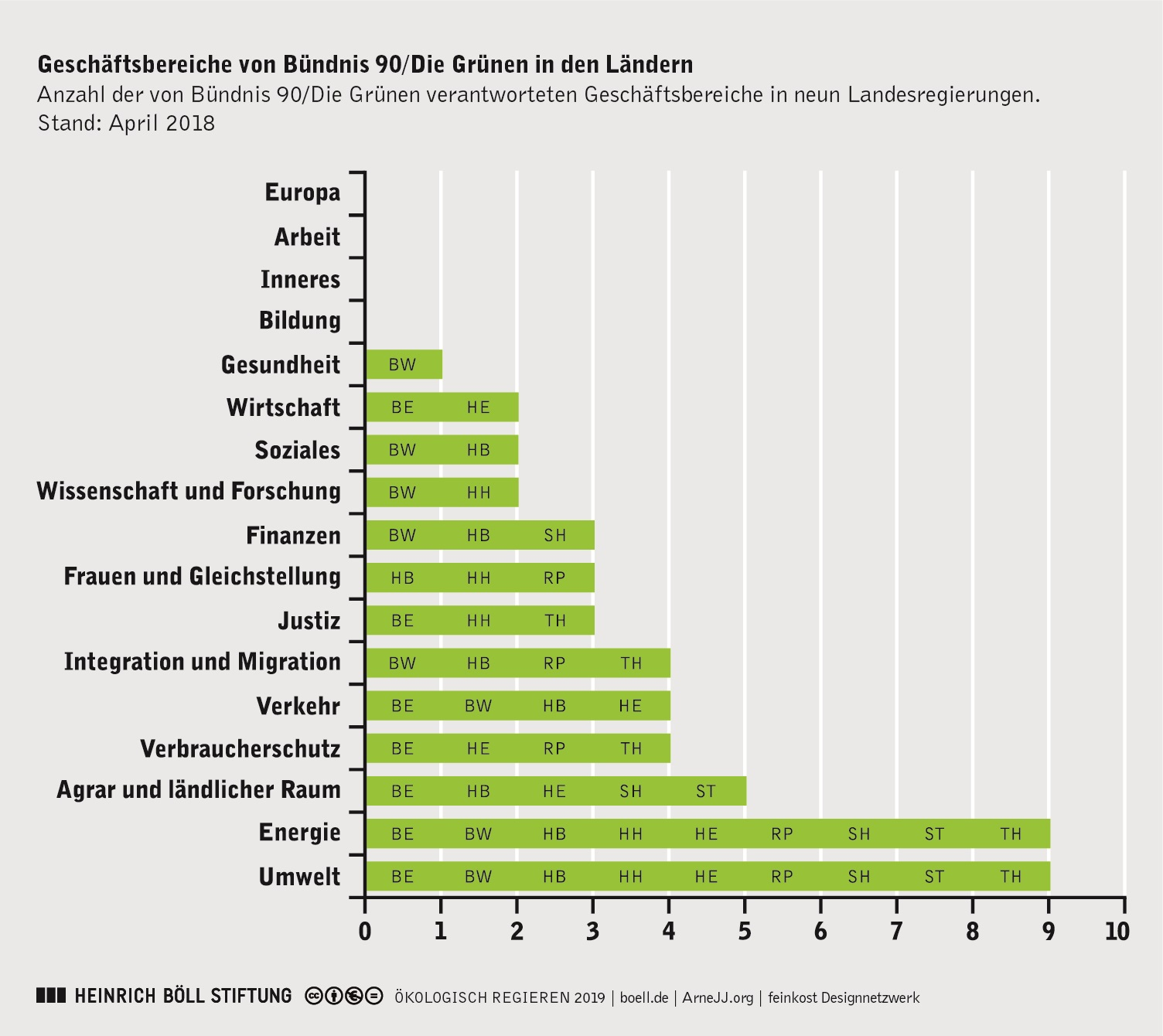
Anzahl der von Bündnis 90/Die Grünen verantworteten Geschäftsbereiche in neun Landesregierungen. Stand: April 2018

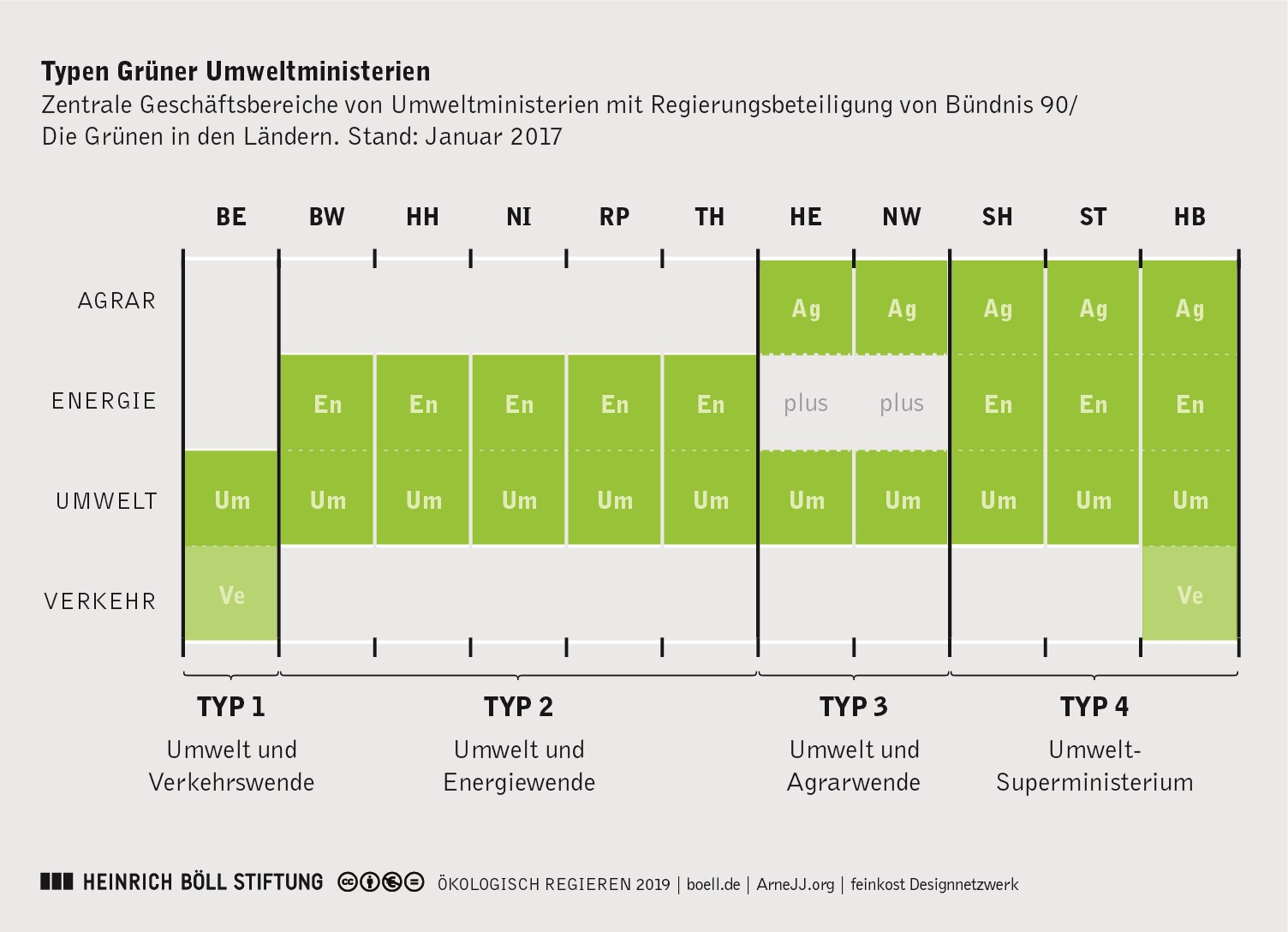
Zentrale Geschäftsbereiche von Umweltministerien mit Regierungsbeteiligung von Bündnis 90/Die Grünen in den Ländern. Stand: Januar 2017.

Viele Regierungsbündnisse auf Bundes- und Landesebene gingen die Grünen mit der SPD ein. Rot-Grün galt als politisches Projekt der 68er-Generation. Als realistische Machtoption schien eine Regierungszusammenarbeit zwischen Sozialdemokraten und Grünen konkret zu werden, als der SPD-Bundesvorsitzende Willy Brandt in der Bonner Runde nach der Landtagswahl in Hessen 1982 von einer „Mehrheit diesseits der Union“ sprach. Rot-Grün galt dem linken Lager seitdem als Projekt, als „konkrete Utopie des Postmaterialismus“. Das Berliner Programm der SPD (verabschiedet am 20. Dezember 1989) und Oskar Lafontaine (SPD-Kanzlerkandidat bei der Bundestagswahl am 2. Dezember 1990) näherten sich Ende der 1980er Jahre deutlich grünen Positionen an. Innerhalb der Grünen war die Haltung zu Regierungsbeteiligungen allerdings der umstrittenste Dissenspunkt zwischen den Realos und den Fundis. An dieser Frage drohte die Partei auseinanderzubrechen. Zur ersten rot-grünen Koalition kam es 1984 bis 1987 in Hessen. Besonders die ersten Regierungsbeteiligungen verliefen äußerst konfliktreich. 1990/91 setzte sich der realpolitische Flügel durch und rot-grüne Landesregierungen wurden immer häufiger.
Nach Ende der rot-grünen Bundesregierung 2005 gab es zunächst kaum Ansatzpunkte für eine Neubelebung von Rot-Grün, dafür fehlten sowohl die politischen wie die arithmetischen Voraussetzungen. Alle rot-grünen Regierungen waren 2005 abgewählt und in Berlin, wo 2006 eine Regierung mit den Bündnisgrünen möglich gewesen wäre, zog Klaus Wowereit eine Koalition mit der PDS vor. Erst 2007 bildeten SPD und Grüne in Bremen wieder eine Regierung. Diese war von 2011 bis 2015 gleichzeitig eine große Koalition, da SPD und Bündnis 90/Die Grünen die beiden größten Fraktionen in der Bürgerschaft stellten. Die rot-grüne Zusammenarbeit im kleinsten Bundesland diente jedoch nicht als koalitionspolitisches Modell. Erst in den Jahren 2010 und 2011 kam es zu einer Renaissance mit Regierungsbildungen in Nordrhein-Westfalen, Rheinland-Pfalz und Baden-Württemberg. In letztgenanntem Bundesland stellen die Grünen seit 2011 mit Winfried Kretschmann den Ministerpräsidenten, zunächst in einer grün-roten und seit 2016 in einer grün-schwarzen Koalition.
Während Regierungsbündnisse mit der SPD als „Schnittmengenkoalitionen“ gelten, werden solche mit der Union als „Ergänzungskoalitionen“ gesehen. Eine Zusammenarbeit zwischen CDU und Grünen hängt wesentlich von den Spitzenakteuren ab. Während die schwarz-grüne Koalition in Hamburg der grünen Basis 2008 vor allem aufgrund der Person des großstädtisch-liberalen Ole von Beust zu vermitteln war, so scheiterte sie schon kurz nach der Amtsübernahme durch Christoph Ahlhaus 2010. In Hessen war den Grünen eine Regierungsbeteiligung unter dem konservativen Hardliner Roland Koch als Ministerpräsident unmöglich, obwohl sie von der hessischen CDU und der FDP nach der Landtagswahl 2008 heftig umworben wurden. Im Jahr 2014 kam es als Ergebnis der hessischen Landtagswahl vom 22. September 2013 dann doch zur Bildung einer schwarz-grünen Koalition unter Kochs Nachfolger Volker Bouffier. Sie ist die erste ihrer Art in einem Flächenland.
Die Entwicklung der deutschen Parteienlandschaft zu einem asymmetrischen Fünfparteiensystem beeinflusste die innerparteilichen Diskussionen über das Koalitionsverhalten der Grünen maßgeblich. Als „Scharnierpartei“ zwischen dem linken und dem bürgerlichen Lager fällt ihnen eine zentrale Rolle zu. Fast alle realistischen Dreierkonstellationen benötigen Bündnis 90/Die Grünen. Seit der Bundestagswahl 2009 legen sich die Grünen auch vor Landtagswahlen zunehmend nicht auf Koalitionsaussagen fest. Im Jahr 2018 regierten die Grünen in neun Koalitionen und in acht verschiedenen Konstellationen. Durch die hohe Anzahl an Regierungsbeteiligungen ist ihr Einfluss an der Bundesgesetzgebung stark gewachsen.
Von Dezember 2014 bis Dezember 2024 regierte die erste rot-rot-grüne Koalition, also aus Linkspartei, SPD und Grünen, in Thüringen unter dem linken Politiker Bodo Ramelow. Sie stellte die erste Regierungsbeteiligung von Bündnis 90/Die Grünen in einem ostdeutschen Bundesland seit 1998 dar. Eine weitere rot-rot-grüne Koalition gab es von 2016 bis 2023 in Berlin, hier unter Führung der SPD-Politiker Michael Müller und Franziska Giffey. Seit 2019 regiert eine rot-rot-grüne Koalition in der Freien Hansestadt Bremen.
Außerdem kam es zu rot-grünen Bündnissen in Sachsen-Anhalt (1994 bis 1998) und in Berlin (2001 bis 2002), die nach dem sogenannten Magdeburger Modell von der PDS toleriert wurden. In Hessen scheiterte dieses Modell 2008 am Widerstand von vier SPD-Abgeordneten. In Nordrhein-Westfalen gab es mit dem Kabinett Kraft I von 2010 bis 2012 eine rot-grüne Minderheitsregierung, die jedoch nicht dem Magdeburger Modell folgte, sondern auf wechselnde Mehrheiten setzte und sowohl bei der Linkspartei als auch bei CDU und FDP um Zustimmung warb. Zur Mehrheit im Landtag fehlte der Regierung eine Stimme. Bei der Wahl im Mai 2012 erreichte die Koalition eine eigene Mehrheit (→ Kabinett Kraft II).

Länder, in denen die Partei im Landesparlament
als großer Koalitionspartner in der Landesregierung ist und den Regierungschef stellt
als kleiner Koalitionspartner in der Landesregierung ist
als Oppositionspartei vertreten ist
nicht vertreten ist

Als Ampelkoalition wird eine Regierung aus SPD, Grünen und der FDP bezeichnet. 1990 bis 1994 bestand ein einer Ampelkoalition ähnliches Regierungsbündnis in Brandenburg, in dem allerdings nicht die Grünen, sondern das damals noch selbständige Bündnis 90 Koalitionspartner von SPD und FDP war (→ Kabinett Stolpe I). Die erste echte Ampelkoalition auf Landesebene war der Senat Wedemeier III in Bremen (Dezember 1991 bis Juli 1995).
FDP-Parteichef Guido Westerwelle lehnte Koalitionen insbesondere mit Bündnis 90/Die Grünen stets strikt ab. Der Kurs der damaligen FDP wurde von den damaligen Grünen abgelehnt. Von 1995 bis 2016 kam es zu keiner Ampelkoalition mehr.
Erst nach der Landtagswahl in Rheinland-Pfalz am 13. März 2016 kam es erneut zur Bildung einer Ampelkoalition. Diese besteht seit dem 18. Mai 2016 (Kabinette Dreyer II, Dreyer III und Schweitzer).
Eine Koalition aus SPD, Grünen und SSW, „Dänen-Ampel“ genannt, regierte 2012 bis 2017 in Schleswig-Holstein. Seit der Landtagswahl 2017 sind die Grünen Teil der dortigen Jamaika-Koalition.
Von 2009 bis 2012 bildeten CDU, FDP und Grüne im Saarland die erste sogenannte Jamaika-Koalition (Kabinett Müller III (Saarland) und Kabinett Kramp-Karrenbauer I).
Ministerpräsidentin Annegret Kramp-Karrenbauer kündigte die Koalition am 6. Januar 2012 und führte eine vorgezogene Landtagswahl am 25. März 2012 herbei.
Von 2016 bis 2021 gab es in Sachsen-Anhalt die erste Kenia-Koalition aus CDU, SPD und Grünen auf Länderebene. Weitere Kenia-Koalitionen bestanden in Brandenburg und Sachsen (2019 bis 2024).

### Kommunalpolitik

#### Geschichte

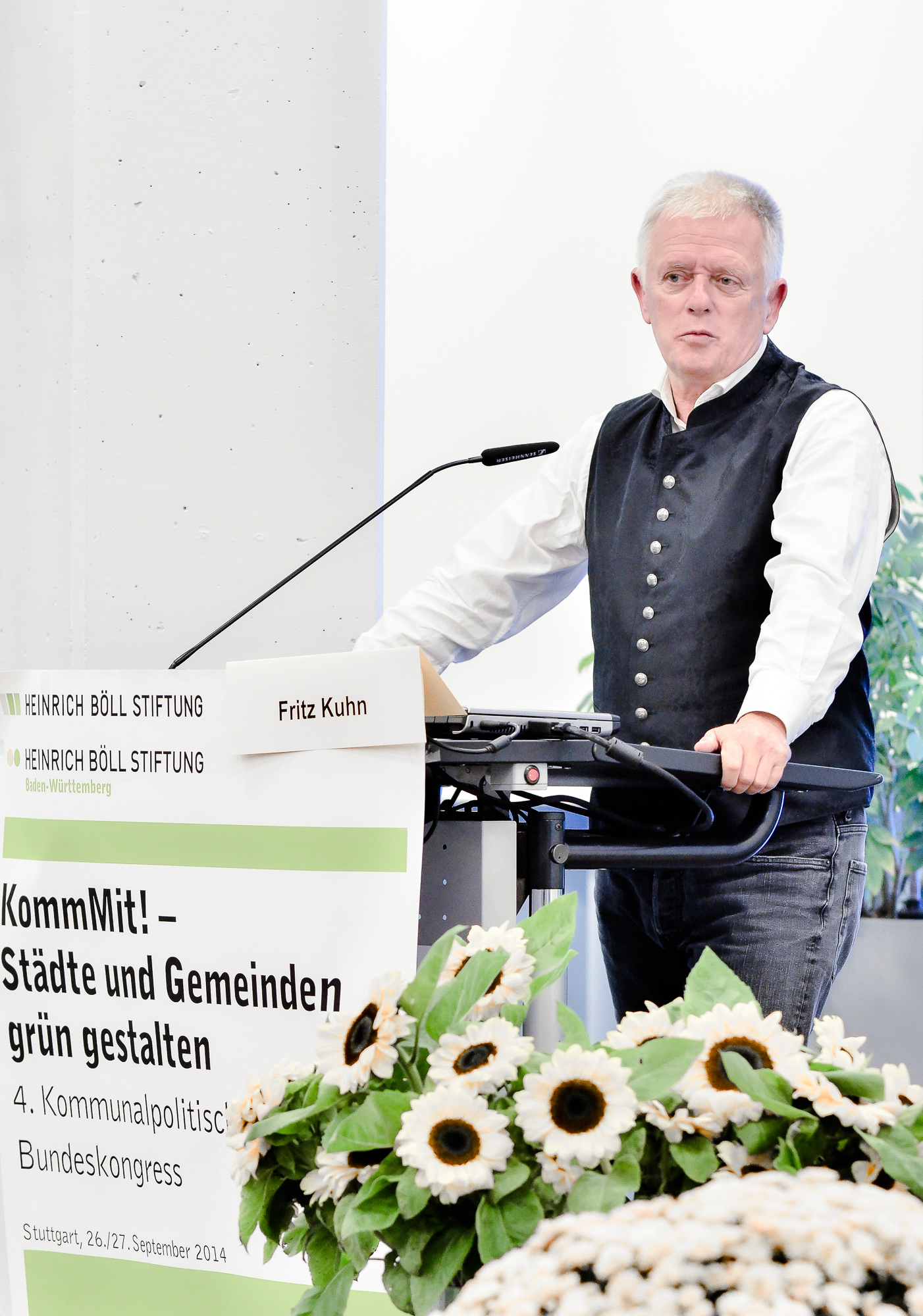
Fritz Kuhn, OB von Stuttgart, beim 4. Kommunalpolitischen Bundeskongress 2014 in Stuttgart

Nach den hessischen Kommunalwahlen 1981 kam es in Kassel und im Landkreis Groß-Gerau zu den ersten rot-grünen Bündnissen, in Marburg zu einem Ampelbündnis. Aufsehen erregten Mitte der 1990er-Jahre schwarz-grüne Koalitionen in mehreren Ruhrgebietsstädten, die als Experimente oder Modelle für solche in der Landes- und Bundespolitik angesehen wurden. Später folgten Bündnisse mit der CDU unter anderem in Saarbrücken, Kiel, Frankfurt am Main sowie Hamburg, dessen Senat zugleich Landesregierung und oberstes Organ für kommunale Aufgaben ist.
Der erste grüne Bürgermeister in Deutschland war 1991 Elmar Braun im baden-württembergischen Maselheim. Zuvor war bereits im Mai 1990 Hans-Jürgen Zimmermann vom Neuen Forum zum Bürgermeister von Ludwigslust in Mecklenburg-Vorpommern gewählt worden, später wurde er Mitglied von Bündnis 90/Die Grünen. Besonders bekannt wurde Sepp Daxenberger, der von 1996 bis 2008 in Waging am See der erste grüne Bürgermeister Bayerns und ab 2002 zugleich Landesvorsitzender der bayerischen Grünen war, bevor er 2008 Vorsitzender der Landtagsfraktion wurde. Als bodenständigem (Bio-)Bauern war es ihm gelungen, im CSU-Stammland Oberbayern dauerhaft eine deutliche Mehrheit zu erringen. In Berlin ist Monika Herrmann Bezirksbürgermeisterin von Friedrichshain-Kreuzberg. Mit Franz Schulz und Elisabeth Ziemer gab es bereits 1996 erstmals zwei Bezirksbürgermeister in Kreuzberg und Schöneberg.
Insgesamt stellte die Partei 2013 etwa 40 Bürgermeister, die meisten davon in Hessen, Bayern und Baden-Württemberg. In Stuttgart wurde im Oktober 2012 Fritz Kuhn zum ersten grünen Oberbürgermeister einer Landeshauptstadt gewählt. Auch in den Universitätsstädten Bonn (Katja Dörner), Freiburg im Breisgau (Dieter Salomon), Tübingen (Boris Palmer) und Darmstadt (Jochen Partsch) sowie in Bad Homburg vor der Höhe (Michael Korwisi) amtieren grüne Oberbürgermeister.
Bei den Stichwahlen zu den Kommunalwahlen in Bayern 2014 am 30. März wurden mit Wolfgang Rzehak im Landkreis Miesbach und Jens Marco Scherf im Landkreis Miltenberg erstmals Grüne zu Landräten gewählt.

#### Aktuelle Oberbürgermeister
Die folgenden Tabellen listen amtierende Oberbürgermeister, die Mitglieder von Bündnis 90/Die Grünen sind oder deren Kandidatur von der Partei nominiert beziehungsweise unterstützt wurde.
Die Grünen stellen aktuell zehn Oberbürgermeister. Hinzu kommt eine parteilose Oberbürgermeisterin, die von den Grünen nominiert wurde.
Die erste Tabelle enthält Grüne Mitglieder sowie parteilose Kandidaten, die offiziell von der Partei nominiert wurden. Die zweite Tabelle umfasst parteilose Oberbürgermeister, die bei ihrer Wahl von den Grünen unterstützt wurden, jedoch ohne formale Nominierung.
Quellen: 
| Name              | Kommune     | Bundesland             | Einwohner | Anmerkung                                                 |
| ----------------- | ----------- | ---------------------- | --------- | --------------------------------------------------------- |
| Belit Onay        | Hannover    | Niedersachsen          | 0520.290  |                                                           |
| Uwe Schneidewind  | Wuppertal   | Nordrhein-Westfalen    | 0358.592  |                                                           |
| Katja Dörner      | Bonn        | Nordrhein-Westfalen    | 0321.680  |                                                           |
| Sibylle Keupen    | Aachen      | Nordrhein-Westfalen    | 0263.772  | parteilos, ausschließlich von den Grünen nominiert        |
| Sven Schoeller    | Kassel      | Hessen                 | 0197.065  |                                                           |
| Martin Heilig     | Würzburg    | Bayern                 | 0133.258  |                                                           |
| Katrin Schmieder  | Norderstedt | Schleswig-Holstein     | 081.834   | Grünes Mitglied, trat aber als unabhängige Kandidatin an. |
| Claudia Kalisch   | Lüneburg    | Niedersachsen          | 074.577   |                                                           |
| Alexander Maier   | Göppingen   | Baden-Württemberg      | 058.802   |                                                           |
| Stefan Fassbinder | Greifswald  | Mecklenburg-Vorpommern | 056.252   |                                                           |
| Stefan Belz       | Böblingen   | Baden-Württemberg      | 051.405   |                                                           |

| Name            | Kommune | Bundesland          | Einwohner  | Anmerkung                                    |
| --------------- | ------- | ------------------- | ---------- | -------------------------------------------- |
| Henriette Reker | Köln    | Nordrhein-Westfalen | 01.024.408 | Parteilos, u. a. von den Grünen unterstützt. |
| Tim Kruithoff   | Emden   | Niedersachsen       | 049.701    | Parteilos, u. a. von den Grünen unterstützt  |

#### Aktuelle Bürgermeister
Die folgende Tabelle listet eine Auswahl amtierender Bürgermeister in deutschen Städten mit mindestens 20.000 Einwohnern, die entweder Mitglied von Bündnis 90/Die Grünen sind oder als parteilose Kandidaten bei ihrer Wahl von der Partei offiziell nominiert wurden.
| Name                | Kommune                | Bundesland          | Einwohner | Anmerkung                                 |
| ------------------- | ---------------------- | ------------------- | --------- | ----------------------------------------- |
| Dominic Herbst      | Neustadt am Rübenberge | Niedersachsen       | 044.552   |                                           |
| Christian Küsters   | Nettetal               | Nordrhein-Westfalen | 042.172   |                                           |
| Michael Gerdhenrich | Beckum                 | Nordrhein-Westfalen | 037.068   | Parteilos, u. a. von den Grünen nominiert |
| Anke Grotjohann     | Porta Westfalica       | Nordrhein-Westfalen | 036.594   |                                           |
| Oliver Kellner      | Emsdetten              | Nordrhein-Westfalen | 035.960   |                                           |
| Christoph Dellmans  | Kempen                 | Nordrhein-Westfalen | 034.260   | Parteilos, u. a. von den Grünen nominiert |
| Dietmar Heyde       | Rheinberg              | Nordrhein-Westfalen | 031.218   |                                           |
| Claudia Wieja       | Lohmar                 | Nordrhein-Westfalen | 031.027   |                                           |
| Bondina Schulze     | Rösrath                | Nordrhein-Westfalen | 028.640   |                                           |
| Martin Feller       | Bevensen-Ebstorf       | Niedersachsen       | 026.256   |                                           |
| Lars Keitel         | Friedrichsdorf         | Hessen              | 025.906   |                                           |
| Franz Heilmeier     | Neufahrn bei Freising  | Bayern              | 021.061   |                                           |
| Ilona Volk          | Schifferstadt          | Rheinland-Pfalz     | 020.682   |                                           |
| Kim Fürwentsches    | Lilienthal             | Schleswig-Holstein  | 020.166   |                                           |
| Wolfgang Pieper     | Telgte                 | Nordrhein-Westfalen | 020.016   |                                           |

### Europäisches Parlament und internationale Mitgliedschaften
Auf europäischer Ebene ist Bündnis 90/Die Grünen mit anderen grünen Parteien zur Europäischen Grünen Partei (EGP) zusammengeschlossen. Seit 2012 ist Reinhard Bütikofer Ko-Vorsitzender der EGP. Die Mitglieder der EGP im Europäischen Parlament gehören zur Fraktion Die Grünen/Europäische Freie Allianz (Grüne/EFA). Darüber hinaus ist Bündnis 90/Die Grünen Mitglied der Global Greens und im Netzwerk Europäische Bewegung.

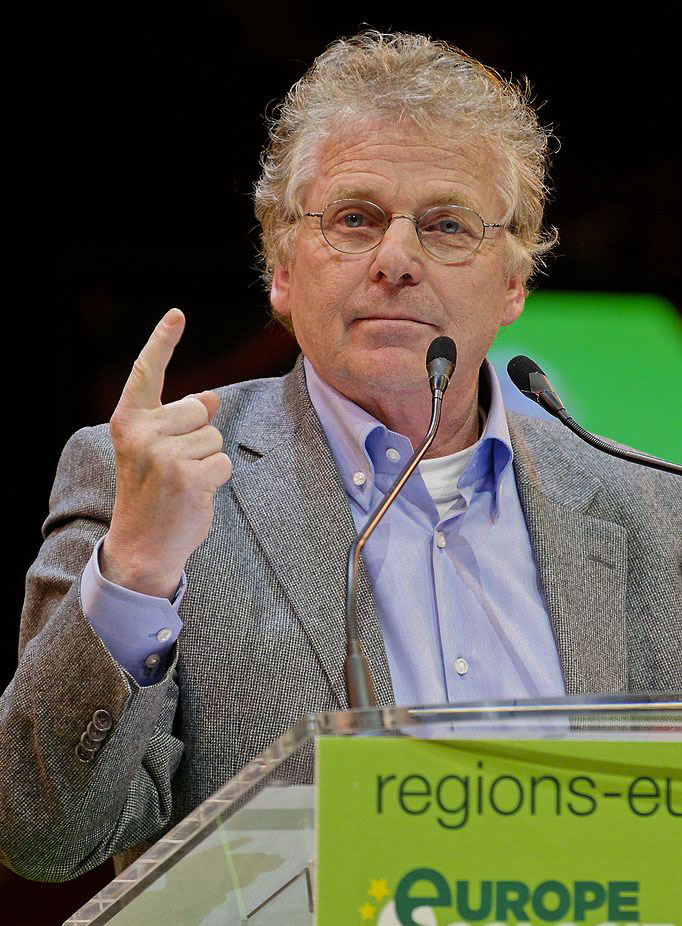
Daniel Cohn-Bendit, Kovorsitzender der Fraktion Grüne/EFA, 2010

Daniel Cohn-Bendit war eine Integrationsfigur der europäischen Grünen. Er ist sowohl Mitglied der deutschen als auch der französischen Grünen. Cohn-Bendit war seit 1994 Mitglied des Europaparlaments. In Deutschland war er 2004, in Frankreich 1999 sowie 2009 grüner Spitzenkandidat. Seit 2002 war er einer der beiden Fraktionsvorsitzenden, seit 2009 gemeinsam mit Rebecca Harms, ebenfalls von Bündnis 90/Die Grünen.
Bei der Europawahl 2014 erzielte Bündnis 90/Die Grünen 10,7 % und errang so 11 Abgeordnetensitze, die innerhalb der Gesamtfraktion Grüne/EFA eine deutsche Delegation bilden. Delegationsleiter ist Sven Giegold.
1999 bis 2004 war Michaele Schreyer in der Kommission Prodi Kommissarin für Haushalt und für das Europäische Amt für Betrugsbekämpfung. Sie war damit die erste und bisher einzige Vertreterin von Bündnis 90/Die Grünen in der Europäischen Kommission.

## Geschichte

### Vorgeschichte
Die Grünen entstanden in der Bundesrepublik Deutschland als Zusammenschluss eines breiten Spektrums politischer und sozialer Bewegungen der 1970er-Jahre. Wesentlich getragen wurde die Parteigründung von der Ökologie-, der Anti-Atomkraft-, der Friedens- sowie der Frauenbewegung. Die politische Bandbreite reichte von den K-Gruppen im Gefolge der Studentenbewegung der 1960er-Jahre bis zu konservativen Umweltschützern. Bei Landtags- und Kommunalwahlen traten seit 1976 verschiedene Parteien und Wahlbündnisse aus der Ökologie- und Anti-Atomkraft-Bewegung wie die Grüne Liste Umweltschutz in Niedersachsen, die Grüne Liste Schleswig-Holstein, die Grüne Aktion Zukunft, die Aktionsgemeinschaft Unabhängiger Deutscher (AUD) sowie besonders in den Großstädten linksorientierte Alternative und Bunte Listen an. Die meisten dieser Wahllisten scheiterten an der Fünfprozenthürde, etwa bei den Landtagswahlen in Niedersachsen und Bayern 1978. Bei der Europawahl 1979 trat die sonstige politische Vereinigung Die Grünen mit Petra Kelly und dem ehemaligen CDU-Bundestagsabgeordneten Herbert Gruhl als Spitzenkandidaten an und erreichte 3,2 % der Stimmen. Die Wahlkampfkostenerstattung von über 4,5 Millionen DM bildete die finanzielle Grundlage für die Weiterentwicklung einer bundesweiten Partei. Mit 5,1 % der Wählerstimmen gelang der Bremer Grünen Liste (BGL) bei der Bürgerschaftswahl am 7. Oktober 1979 erstmals der Einzug in ein Landesparlament.

### Gründung erster Landesverbände 1979 und der Bundespartei 1980
Am 30. September 1979 fand in Sindelfingen bei Stuttgart ein Treffen von etwa 700 Anhängern der ökologischen Bewegung statt, das in der Gründung der Grünen in Baden-Württemberg als erstem Landesverband resultierte. Zudem wurde am 16. Dezember 1979 in Hersel bei Bonn ein Landesverband in Nordrhein-Westfalen gegründet.
Am 13. Januar 1980 wurde in Karlsruhe die Bundespartei Die Grünen gegründet. Das erste Bundesprogramm beschrieb die Grünen als „sozial, ökologisch, basisdemokratisch, gewaltfrei“. Das Selbstverständnis war das einer „Anti-Parteien-Partei“.
Begleitet wurde die Gründung von Auseinandersetzungen zwischen dem linken und dem rechten Flügel der Partei um die programmatische Ausrichtung, die Besetzung des Vorstands sowie die Möglichkeit einer Doppelmitgliedschaft bei den Grünen und in einer K-Gruppe, die letztlich abgelehnt wurde. Einige Wortführer des rechten Parteiflügels wie Baldur Springmann, Herbert Gruhl, Werner Vogel oder August Haußleiter (Mitgründer der Aktionsgemeinschaft Unabhängiger Deutscher) hingen rechtskonservativen bis völkischen Ideen an, besaßen eine Vergangenheit in rechtsextremen Organisationen oder als Nationalsozialisten. Auch versuchten rechtsextremistische Gruppen die Partei in der Anfangszeit gezielt zu unterwandern. Vor allem die Berliner Grünen, die in Konkurrenz zur Alternativen Liste (AL) standen und nahezu bedeutungslos waren, galten als ausgesprochen rechtslastig.
Mit dem dritten Parteitag im Juni 1980 war faktisch eine Spaltung der Partei vollzogen. Ein Teil des rechten Flügels um Herbert Gruhl und Baldur Springmann verließ bis 1981 die Partei aufgrund des Zustroms linker Aktivisten, um die Ökologisch-Demokratische Partei (ÖDP) zu gründen, während der Einfluss der K-Gruppen, besonders der Gruppe Z, zunahm. 1985 beschloss der Bundeshauptausschuss der Grünen, den Berliner Landesverband aufzulösen, dessen Funktion stattdessen die AL übernahm. Bis Mitte der 1980er-Jahre verschwanden die ökofaschistischen Tendenzen innerhalb der Grünen.
Mit 1,5 % der Stimmen bei der Bundestagswahl am 5. Oktober 1980 konnten die Grünen zunächst nur ein enttäuschendes Ergebnis erzielen, übersprangen aber danach in Berlin (1981) sowie Hamburg, Hessen und Niedersachsen (1982) die Fünfprozenthürde bei Landtagswahlen.

### Etablierung im Bundestag und Scheitern (1983–1990)

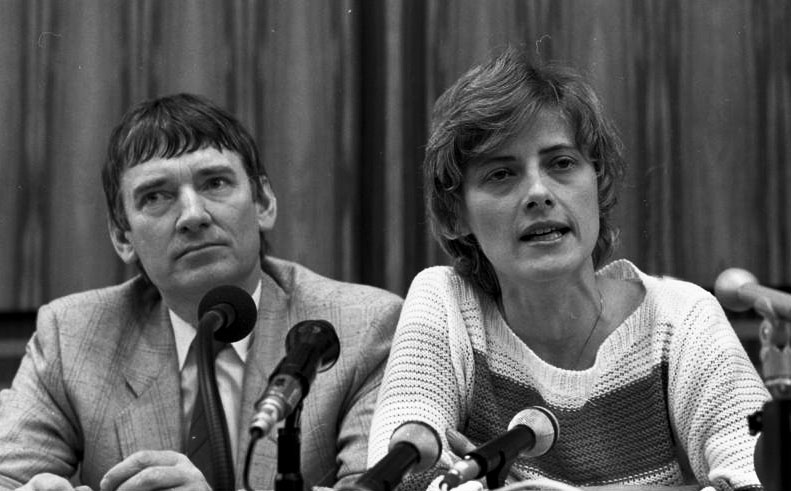
Pressekonferenz der Grünen zum Ausgang der Bundestagswahl 1983 mit Otto Schily und Petra Kelly

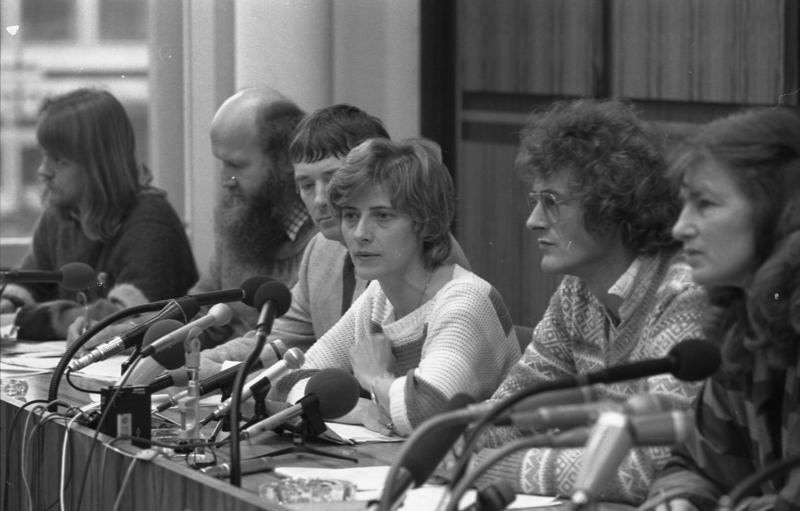
Pressekonferenz der Grünen zum Ausgang der Bundestagswahl 1983. Von links: Björn Uwe Rahlwes, Ulrich Tost, Otto Schily, Petra Kelly, Rainer Trampert, Manon Maren-Grisebach

1983 zogen die Grünen mit 5,6 % der Zweitstimmen und 27 Abgeordneten erstmals in den Deutschen Bundestag ein. Der auf der nordrhein-westfälischen Landesliste gewählte Werner Vogel wäre Alterspräsident des neuen Bundestag gewesen, trat jedoch sein Mandat wegen Pädophilievorwürfen und früherer Mitgliedschaften in NSDAP und SA nicht an.
In den Folgejahren bestimmten vor allem die heftigen und teilweise chaotischen Flügelkämpfe zwischen den Fundamentalisten („Fundis“) und Realpolitikern („Realos“) um das Verhältnis zum gesellschaftlichen System der Bundesrepublik die öffentliche Wahrnehmung. Hauptstreitpunkt war, ob die Grünen Regierungsbeteiligungen anstreben oder sich auf eine strikte Oppositionsrolle festlegen sollten. 1984 kam es zur ersten rot-grünen Koalition in Hessen, bei der Joschka Fischer zum hessischen Umweltminister berufen wurde.
Zum Baubeginn der atomaren Wiederaufarbeitungsanlage Wackersdorf (WAA) 1985 unterbrachen die Delegierten ihren Parteitag in Offenburg und fuhren geschlossen zur Großdemonstration nach Wackersdorf. Viele Parteimitglieder wie Petra Kelly und Joschka Fischer (damals hessischer Umweltminister) unterstützten die Anti-WAA-Proteste.
Bei der Bundestagswahl 1987 erreichten die Grünen 8,3 % der Zweitstimmen und 44 Sitze im Deutschen Bundestag.
Der Fall der Mauer 1989 erwies sich auch für die westdeutschen Grünen als historischer Einschnitt. Bei der Bundestagswahl 1990 wurden die Stimmen in den alten Bundesländern mit dem ehemaligen West-Berlin und in den neuen Bundesländern einschließlich Ost-Berlins in getrennten Wahlgebieten ausgezählt. Diese einmalige Sonderregelung hatten die Grünen erst sechs Wochen vor der Wahl nach einer Klage vor dem Bundesverfassungsgericht durchgesetzt – und scheiterten nun an ihr. Anders als die anderen im Bundestag vertretenen Parteien fusionierten sie nicht vor der Wahl mit einer „Schwesterpartei“, so traten Die Grünen in Westdeutschland und eine Liste Bündnis 90/Grüne – BürgerInnenbewegung in Ostdeutschland getrennt an. Für die Mehrheit der Grünen gab es vor dem Mauerfall keine deutsche Frage. Die Zweistaatlichkeit wurde noch bis zur Volkskammerwahl 1990 nicht in Frage gestellt, einer Wiedervereinigung stand man skeptisch bis ablehnend gegenüber. Bei der Bundestagswahl 1990 warben die westdeutschen Grünen dementsprechend mit dem Slogan „Alle reden von Deutschland. Wir reden vom Wetter“ und scheiterten damit bei den Wählern. Mit 4,8 % der Stimmen verpassten sie den Einzug in den Bundestag.
Keine organisatorische Besonderheit der Grünen hat inner- wie außerhalb der Partei für so viel Diskussionen gesorgt wie das nur wenige Jahre angewandte Rotationsprinzip. Abgeordnete hatten dem Beschluss einer Bundesversammlung von 1983 zufolge ihr Mandat bereits nach der Hälfte der Legislaturperiode für einen Nachrücker, der zuvor in einer Bürogemeinschaft mit dem gewählten Abgeordneten arbeitete, freizumachen. Außerdem wurde den Parlamentariern von der Parteibasis lediglich ein imperatives Mandat erteilt. Tatsächlich spielte das verfassungsrechtlich nicht haltbare imperative Mandat von Anfang an keine Rolle, und schon in der ersten Wahlperiode nach dem Einzug in den Bundestag kam es zu verschiedenen Problemen bei der Handhabung des Rotationsprinzips. Petra Kelly und Gert Bastian weigerten sich zu rotieren, andere überließen widerwillig einer vermeintlichen oder tatsächlichen zweiten Garde die Abgeordnetenplätze. Otto Schily musste wegen seiner herausgehobenen Arbeit im Flick-Untersuchungsausschuss erst im März 1986 aus dem Bundestag ausscheiden. Schon 1986 wurde für die Bundestagsabgeordneten die zweijährige durch eine vierjährige Rotation ersetzt, die aber auf Bundesebene keine Rolle mehr spielen sollte, da die Grünen 1990 bis 1994 nicht mehr im Bundestag vertreten waren. 1991 wurde das Rotationsprinzip ganz abgeschafft. Auch andere Prinzipien der Gründungszeit erwiesen sich schnell als nicht tragfähig. So wurde die generelle Öffentlichkeit aller Partei- und selbst der Bundestagsfraktionssitzungen nach wenigen Jahren wieder abgeschafft.

### Gründung der Grünen Partei und des Bündnisses 90 in der DDR
Bereits 1986 gründete sich die Initiative Frieden und Menschenrechte (IFM), die sich für die Herstellung von Rechtsstaatlichkeit und für eine Demokratisierung der DDR einsetzte. Während der politischen Umbrüche im Herbst 1989 folgten u. a. die Gründungen von Demokratie Jetzt und vom Neuen Forum. Zur ersten freien Volkskammerwahl 1990 traten diese drei als Wahlbündnis Bündnis 90 an. Ebenfalls gemeinsam traten die Grüne Partei in der DDR und der Unabhängige Frauenverband an. In der gewählten Volkskammer schlossen sich die acht Abgeordneten der Grünen mit den zwölf Abgeordneten des Bündnisses 90 zu einer Fraktion zusammen. Zur Bundestagswahl 1990 gingen das Neue Forum, Demokratie Jetzt, die IFM, die Grüne Partei in der DDR, der Unabhängige Frauenverband und die Vereinigte Linke eine Listenverbindung unter dem Namen „Bündnis 90/Grüne – BürgerInnenbewegungen“ (B90/Gr) für das Wahlgebiet Ost ein. Insgesamt konnte die Listenverbindung 6,2 % und acht Sitze erringen, von denen jeweils zwei auf das Neue Forum, die Grüne Partei in der DDR sowie Demokratie Jetzt und jeweils einer auf die Initiative Frieden und Menschenrechte und den Unabhängigen Frauenverband entfielen. Sprecher der Bundestagsgruppe wurde Werner Schulz. Am Tag nach der Bundestagswahl fusionierten die ost- und westdeutschen grünen Parteien zur gesamtdeutschen Partei Die Grünen.

### Restrukturierung (1990–1998)

Austritt der sog. Fundis auf der BDK Neumünster 1991 – hier Jutta Ditfurth umringt von Presse

Nach der Bundestagswahl 1990 wurde ein Ende der Partei als nicht unwahrscheinlich angesehen. Das Wahldebakel und die angestrebte Fusion mit dem Bündnis 90 führten die Grünen zur Überprüfung ihrer programmatischen Ausrichtung sowie ihrer innerparteilichen Strukturen. Die vorgenommenen Kursänderungen führten 1990/1991 zu Parteiaustritten prominenter Vertreter der „Fundis“ und Ökosozialisten (unter anderem Jutta Ditfurth, Rainer Trampert, Thomas Ebermann), die bislang meist die Mehrheit im Bundesvorstand und auf den Bundesdelegiertenversammlungen gestellt hatten. Der Auszug des radikalökologischen und eines Teils des linken Flügels beschleunigte die Neuorientierung der Partei. Linke „Realos“ wie Jürgen Trittin, Daniel Cohn-Bendit, Krista Sager, Ludger Volmer und Winfried Kretschmann verblieben in der Partei.
Am 21. September 1991 hatte sich die Partei Bündnis 90 gegründet, indem sich Demokratie Jetzt, die Initiative Frieden und Menschenrechte und Teile des Neuen Forums vereinigten. Am 14. Mai 1993 erfolgte dann der Zusammenschluss mit der Partei Die Grünen zur Partei Bündnis 90/Die Grünen. Entgegen den Hoffnungen bei der Fusion kritisierten ehemalige DDR-Bürgerrechtler bald eine Marginalisierung der ostdeutschen Landesverbände.
Bei der Bundestagswahl 1994 erreichte die fusionierte und reorganisierte Partei Bündnis 90/Die Grünen 7,3 % und 49 Mandate im Bundestag. Fraktionsvorsitzende wurden Joschka Fischer und Kerstin Müller, mit Antje Vollmer stellten die Grünen erstmals eine Vizepräsidentin des Deutschen Bundestages.

### Rot-grüne Bundesregierung (1998–2005)

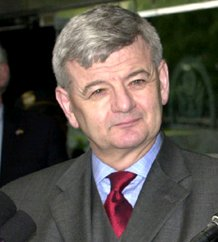
Joschka Fischer (2002), Außenminister in der rot-grünen Bundesregierung

Ein neues Kapitel wurde mit der Bildung der ersten rot-grünen Koalition auf Bundesebene nach der Bundestagswahl 1998 aufgeschlagen, bei der Bündnis 90/Die Grünen 6,7 % der Stimmen erhielt. Joschka Fischer wurde Außenminister und Vizekanzler, Andrea Fischer Gesundheitsministerin und Jürgen Trittin Umweltminister. Nach der BSE-Krise (Rinderwahn) im Januar 2001 wurde Andrea Fischer durch die SPD-Politikerin Ulla Schmidt ersetzt, dafür beerbte die Grüne Renate Künast den Bundeslandwirtschaftsminister Karl-Heinz Funke (SPD) als Bundesministerin für das um den Verbraucherschutz erweiterte Ressort Ernährung und Landwirtschaft.
In der 14. Wahlperiode (1998–2002) wurden die Ökosteuer (allerdings in einer gegenüber grünen Vorstellungen reduzierten Form), einige Reformen des Staatsangehörigkeitsrechts bezüglich der Erleichterung von Einbürgerung, die Möglichkeit eingetragener Lebenspartnerschaften, der mittelfristige Ausstieg aus der Atomenergie und das Erneuerbare-Energien-Gesetz (EEG) beschlossen. Heftige Kritik gab es unter den eigenen Mitgliedern und Wählern an der Remilitarisierung in der Außenpolitik mit der deutschen Beteiligung am Kosovokrieg und dem Krieg in Afghanistan sowie an vielen Kompromissen mit der SPD. Der „Atomkonsens“, der einen Ausstieg bis etwa 2021 bedeutet hätte, wurde innerhalb der Partei teilweise als nicht schnell genug kritisiert. Die Folge waren eine vierjährige Serie von Wahlniederlagen und eine Austrittswelle. Zu einem Stimmungsumschwung kam es, als die Bundesregierung 2002 eine Beteiligung am Irakkrieg ablehnte.
Kurz vor der Bundestagswahl 2002 wurde ein neues Grundsatzprogramm mit dem Titel „Die Zukunft ist grün“ verabschiedet, das die Eckpunkte grüner Positionen zu den Themen Ökologie, Demokratie und Wirtschaft neu bestimmte. Bei der Bundestagswahl im September 2002 erreichten die Grünen 8,6 % der Stimmen. Damit reichte es erneut für eine Regierungsbildung mit der geschwächten SPD. Hans-Christian Ströbele errang im Berliner Wahlkreis Friedrichshain-Kreuzberg-Prenzlauer Berg-Ost das erste Direktmandat für Bündnis 90/Die Grünen. Bis zur Landtagswahl in Schleswig-Holstein im Februar 2005 konnten die Grünen bei allen Landtagswahlen und bei der Europawahl 2004 Gewinne erzielen, dennoch verloren sie bis 2005 sämtliche Regierungsbeteiligungen in den Ländern. Bei der Landtagswahl in Sachsen 2004 zogen die Grünen mit 5,1 % erstmals seit 1998 wieder in ein ostdeutsches Landesparlament (abgesehen von Berlin) ein. Kritik entzündete sich jedoch an der von den Grünen mitgetragenen Agenda 2010, speziell an den sozialpolitischen Hartz-Reformen, zumal diese ohne größere gesellschaftliche Debatte als „alternativlos“ verkündet wurde und im Widerspruch zum Etatismus der vorangegangenen Wahlkämpfe und der Forderungen während der Oppositionszeit stand.

### Bündnis 90/Die Grünen 2005–2013

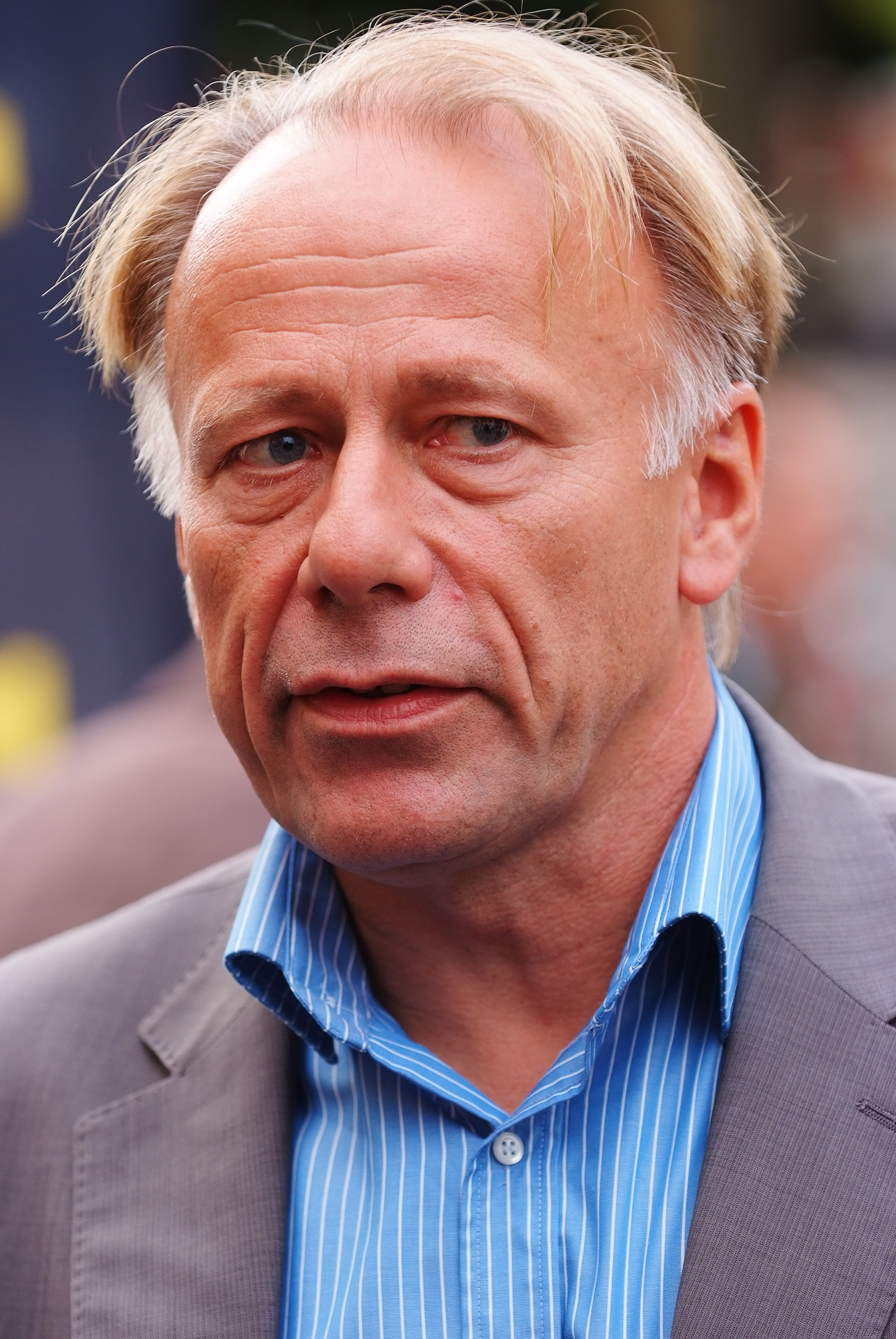
Jürgen Trittin, von 1998 bis 2005 Bundesumweltminister

In der Bundestagswahl 2005 verfehlte die Partei ihr Ergebnis von 2002 nur knapp, Rot-Grün verlor insgesamt jedoch klar die Mehrheit, so dass es zu einer Großen Koalition unter CDU-Führung kam. Mit 51 Sitzen bildeten die Grünen nunmehr neben FDP und Linksfraktion die kleinste der drei Oppositionsfraktionen im Deutschen Bundestag.
Mit der Bürgerschaftswahl in Bremen 2007 gelangten sie erstmals seit 2005 wieder in Regierungsverantwortung auf Landesebene. Nach der Bürgerschaftswahl in Hamburg 2008 kam es zur ersten schwarz-grünen Regierungskoalition auf Landesebene (Senat von Beust III), die im November 2010 jedoch von den Grünen aufgelöst wurde.
Bei der Bundestagswahl 2009 erreichte Bündnis 90/Die Grünen trotz fehlender Machtoption mit 10,7 % der Zweitstimmen das beste Ergebnis ihrer Geschichte, dennoch stellten die Grünen erneut die kleinste der fünf Fraktionen im Bundestag. Die beiden Spitzenkandidaten Renate Künast und Jürgen Trittin wurden Fraktionsvorsitzende.

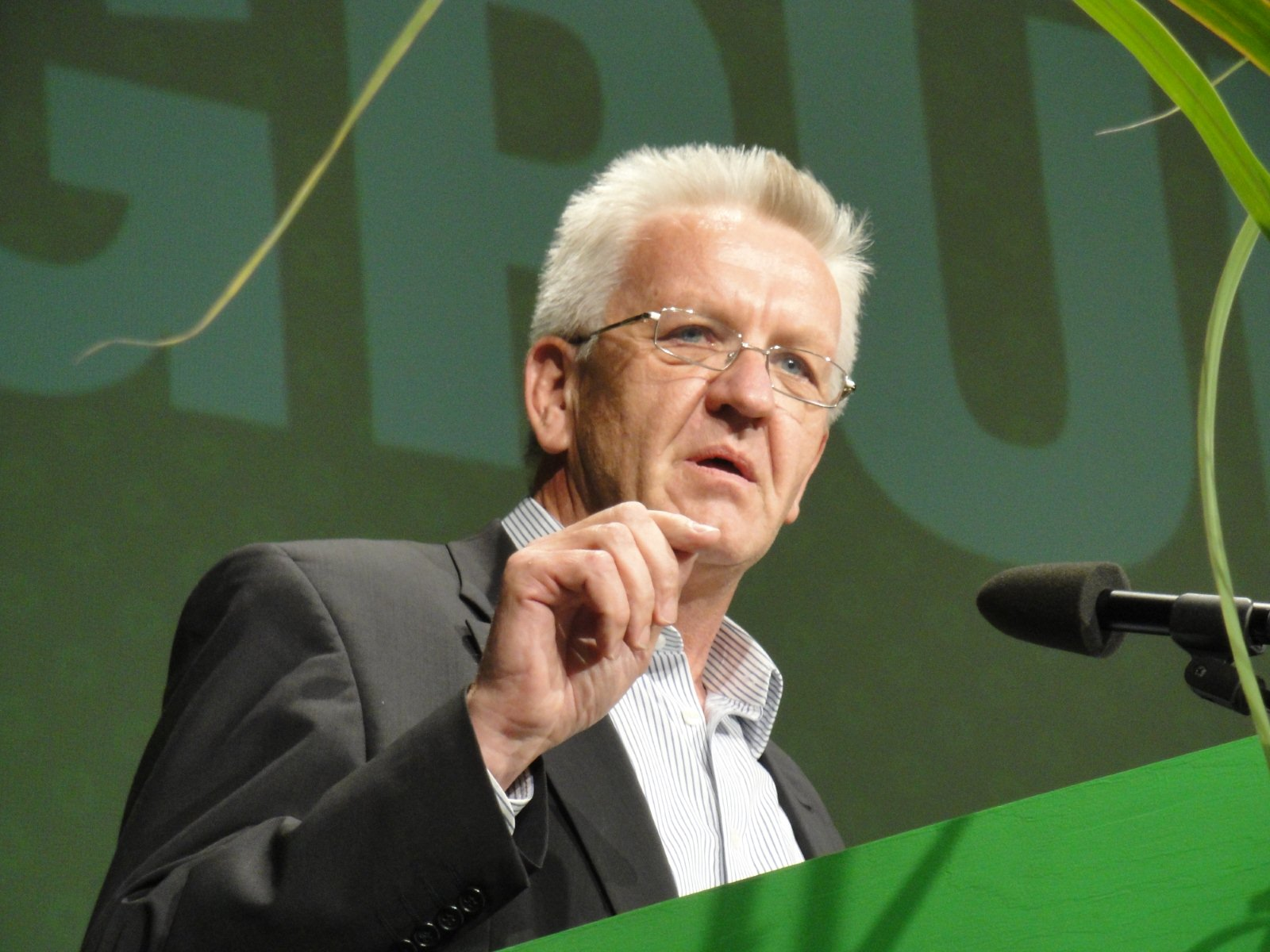
Winfried Kretschmann, Ministerpräsident von Baden-Württemberg

Nach der Bundestagswahl legten die Grünen bei fast allen Landtagswahlen sowie in Umfragen erheblich zu. Vor allem das Beharrungsvermögen über drei Jahrzehnte insbesondere in der Frage der Atomenergie führte dazu, dass die Grünen in Umfragen 2011 als die glaubwürdigste Partei galten und diejenige, bei der die Wähler am besten wüssten, welche Positionen sie vertritt. Darüber hinaus bestärkten die Finanzkrise ab 2007 oder die Nuklearkatastrophe von Fukushima Zweifel an einer Politik des bloßen Weitermachens und verbesserten die Position der Grünen. In der Sonntagsfrage erzielten die Grünen im Frühjahr 2011 vorher nie erreichte Ergebnisse von bis zu 28 % und lagen teilweise bis zu fünf Prozentpunkte vor der SPD. Diese Werte hatten zur Folge, dass in der Öffentlichkeit erstmals über einen grünen Kanzlerkandidaten für die Bundestagswahl 2013 debattiert wurde. Auch wurde Bündnis 90/Die Grünen teilweise als neue Volkspartei eingestuft, was grüne Politiker jedoch von sich wiesen.
Bei der Landtagswahl in Baden-Württemberg im März 2011 erzielten die Grünen mit 24,2 % der abgegebenen Stimmen ihr bis dahin bestes Ergebnis auf Landesebene überhaupt. Nach dem Abschluss eines Koalitionsvertrages mit der hinter ihr liegenden SPD (23,1 %) wurde Winfried Kretschmann der erste grüne Ministerpräsident Deutschlands. Koalitionen mit der SPD gingen die Grünen zwischen 2010 und 2013 zudem in Nordrhein-Westfalen, Rheinland-Pfalz, Schleswig-Holstein und in Niedersachsen ein. Von 2009 bis 2012 bildeten CDU, FDP und Grüne im Saarland die erste sogenannte Jamaika-Koalition. Seit der Landtagswahl in Mecklenburg-Vorpommern 2011 waren die Grünen erstmals in allen 16 deutschen Länderparlamenten vertreten, was jedoch mit der darauffolgenden Landtagswahl in Mecklenburg-Vorpommern 2016 wieder beendet war.

### Seit 2013
| Kandidatin            | %       | Kandidat       | %       |
| --------------------- | ------- | -------------- | ------- |
| Katrin Göring-Eckardt | 47,31 % | Jürgen Trittin | 71,93 % |
| Renate Künast         | 38,56 % | 11 weitere     | 8,63 %  |
| Claudia Roth          | 26,18 % |                |         |

| Kandidatin            | %       | Kandidat        | %       |
| --------------------- | ------- | --------------- | ------- |
| Katrin Göring-Eckardt | 70,63 % | Cem Özdemir     | 35,96 % |
|                       |         | Robert Habeck   | 35,74 % |
|                       |         | Anton Hofreiter | 26,19 % |

Vor der Bundestagswahl 2013 bestimmte Bündnis 90/Die Grünen als erste Partei ihre Spitzenkandidaten durch eine Urwahl. Bei der Wahl des quotierten Spitzenduos im Oktober 2012 setzten sich Jürgen Trittin und Katrin Göring-Eckardt gegen Renate Künast, Claudia Roth sowie elf Basisvertreter durch. Die Wahlbeteiligung lag bei 61,7 %.
Während Beobachter nach der Urwahl noch von einer möglichen Öffnung zur Union ausgingen, wurde mit der Verabschiedung des Wahlprogramms im April 2013 ein deutlicher Linksruck der Partei und eine Positionierung klar links von der SPD konstatiert. Im Juni 2013 wurde in einem weiteren Mitgliederentscheid darüber abgestimmt, welche zehn Themen bei der Bundestagswahl ins Zentrum des Wahlkampfes gestellt werden sollten (Ergebnis siehe Wahlprogramm).
Stark negativ beeinflusst wurde der Wahlkampf von einer im Mai 2013 begonnenen Debatte über die Rolle pädophiler Gruppen in der Partei sowie einer Kontroverse um den im Wahlprogramm der Grünen erwähnten Veggietag. Der Parteivorstand reagierte auf die öffentliche Diskussion, indem er den Politikwissenschaftler Franz Walter im Juni 2013 mit einer Studie zur Pädophilenbewegung beauftragte. Im November 2014 wurde diese Studie veröffentlicht. In einem Beschluss wurde 2014 als Reaktion eine Ombudsstelle zum Thema sexualisierte Gewalt eingerichtet, für die Bundesverband, Landesverbände und die Grüne Jugend Ombudspersonen benennen sollten. 2015 beschloss der Bundesvorstand der Partei, an drei betroffene Missbrauchsopfer „eine Zahlung in Anerkennung des ihnen zugefügten schweren Leides“ als Entschädigung zu leisten.
Bei der Wahl zum Deutschen Bundestag am 22. September 2013 verlor die Partei im Vergleich zur Bundestagswahl 2009 2,3 Prozentpunkte und erzielte 8,4 % der Stimmen. Damit wurde das Ziel einer Regierungsbildung mit der SPD verfehlt. Anschließend kam es zu einem personellen Umbruch an der Parteispitze. Simone Peter wurde neue Parteivorsitzende neben Cem Özdemir, den Fraktionsvorsitz übernahmen Katrin Göring-Eckardt und Anton Hofreiter, neuer politischer Geschäftsführer wurde Michael Kellner. Auch strategisch richtete sich die Partei neu aus und definierte sich nicht mehr als natürlicher Koalitionspartner der SPD in einem linken Lager, sondern eher als „Scharnierpartei“, die sowohl für rot-grün-rote als auch für schwarz-grüne Koalitionen grundsätzlich offen ist. Maßstab für Koalitionsentscheidungen sollte stärker als bisher die Durchsetzung der eigenen umwelt- und energiepolitischen Inhalte sein.
Gleichzeitig mit der Bundestagswahl fand die Landtagswahl in Hessen statt, nach der die zweite Koalition zwischen CDU und Grünen gebildet wurde (Kabinett Bouffier II). Bei der Europawahl am 25. Mai 2014 erhielt Bündnis 90/Die Grünen 10,7 % der Stimmen und damit elf Sitze im Europaparlament. Mit diesem Ergebnis musste die Partei leichte Verluste von 1,4 Prozentpunkten gegenüber der Wahl von 2009 hinnehmen.
Bei den Landtagswahlen am 13. März 2016 in Baden-Württemberg, Rheinland-Pfalz und Sachsen-Anhalt zeigte sich ein differenziertes Bild: In Baden-Württemberg wurde die Partei erstmals bei einer Landtagswahl stärkste Kraft und erreichte das Niveau einer Volkspartei, während sie in Rheinland-Pfalz und Sachsen-Anhalt Verluste erlitt. Bündnis 90/Die Grünen ist in Rheinland-Pfalz aber weiter in der Regierung vertreten und in Sachsen-Anhalt neu in die Landesregierung eingetreten.
Nach der Bundestagswahl im Herbst 2017 verhandelten die Grünen mit CDU und FDP erstmals über eine Regierungskoalition auf Bundesebene; die Gespräche scheiterten jedoch an der FDP. Seit dem Januar 2018 fungieren mit Robert Habeck und Annalena Baerbock zwei Realos als Bundesvorsitzende. Bei der Europawahl 2019 erzielten die Grünen mit 20,5 % ein Rekordergebnis und wurden nach der Union zweitstärkste Kraft. Als Kanzlerkandidatin für die Bundestagswahl 2021 wurde Annalena Baerbock nominiert.
Bei der Europawahl 2024 verlor die Partei deutlich an Zustimmung, erreichte nur noch 11,9 % und wurde hinter Union, AfD und SPD viertstärkste Kraft in Deutschland. Auch bei den drei im September 2024 stattgefundenen Landtagswahlen in Ostdeutschland erlitt die Partei Stimmenverluste; bei den Wahlen in Thüringen und in Brandenburg verpasste sie gar den Wiedereinzug in die Landtage, mit Sachsen gelang ihr das knapp. Aufgrund der Ergebnisse kündigte der gesamte Bundesvorstand seinen Rücktritt zum Bundesparteitag im November 2024 an.

## Persönlichkeiten

### Parteiführung
In der Anfangszeit der Grünen wurde statt von Vorsitzenden von Sprechern gesprochen, um den antihierarchischen Charakter der Partei zu betonen.
Bundessprecher der Grünen bis zur Wiedervereinigung
| Zeitraum                                                         | Die Grünen (Westdeutschland)                                                                                | Die Grünen (Westdeutschland)                            | Die Grünen (Westdeutschland)                            |
| ---------------------------------------------------------------- | --- | ------------------------------------------------------- | ------------------------------------------------------- |
| 1979                                                             | Nur 1979: geschäftsführende Sprecher der SPV Die Grünen                                                     | Nur 1979: geschäftsführende Sprecher der SPV Die Grünen | Nur 1979: geschäftsführende Sprecher der SPV Die Grünen |
| 1979                                                             | August Haußleiter                                                                                           | Herbert Gruhl                                           | Helmut Neddermeyer                                      |
| 1980                                                             | August Haußleiter                                                                                           | Petra Kelly                                             | Norbert Mann                                            |
| 1980                                                             | Dieter Burgmann (ab Juni 1980)                                                                              | Petra Kelly                                             | Norbert Mann                                            |
| 1981–1982                                                        | Manon Maren-Grisebach                                                                                       | Petra Kelly                                             |                                                         |
| 1982–1983                                                        | Manon Maren-Grisebach                                                                                       | Wilhelm Knabe                                           | Rainer Trampert                                         |
| 1983–1984                                                        | Rebekka Schmidt                                                                                             | Wilhelm Knabe                                           | Rainer Trampert                                         |
| 1984–1987                                                        | Lukas Beckmann                                                                                              | Jutta Ditfurth                                          | Rainer Trampert                                         |
| 1987–1989                                                        | Regina Michalik                                                                                             | Jutta Ditfurth                                          | Christian Schmidt                                       |
| 1987–1989                                                        | Nach dem Rücktritt des Vorstandes im Dezember 1988 übernahm das Amt kommissarisch der Bundeshauptausschuss. |                                                         |                                                         |
| 1989–1990                                                        | Ralf Fücks                                                                                                  | Ruth Hammerbacher                                       | Verena Krieger                                          |
| 1990–1991                                                        | Renate Damus                                                                                                | Heide Rühle                                             | Hans-Christian Ströbele                                 |
| 1991: Zusammenschluss der westdeutschen und ostdeutschen Grünen. | |                                                         |                                                         |

Sprecher der Grünen Partei in der DDR
| Zeitraum                                                         | |  |  |
| ---------------------------------------------------------------- | --- |  |  |
| 1989–1990                                                        | Marianne Dörfler, Carlo Jordan, Gerd Klötzer, Vollrad Kuhn, Henry Schramm, Christine Weiske (vorläufiger Sprecherrat)                        |  |  |
| 1990–1991                                                        | Judith Demba, Friedrich Heilmann, Viktor Leibrenz, Dorit Nessing-Stranz, Henry Schramm, Christine Weiske Pressesprecherin: Vera Wollenberger |  |  |
| 1991: Zusammenschluss der westdeutschen und ostdeutschen Grünen. | |  |  |

Parteisprecher von Bündnis 90
| 1991–1993                                                      | Marianne Birthler, Wolfgang Ullmann, Gerd Poppe, Werner Schulz, Katrin Göring-Eckardt, Christiane Ziller, Petra Morawe, Burghardt Brinksmeier, Uwe Lehmann |
| 1993: Zusammenschluss mit den Grünen zu Bündnis 90/Die Grünen. | |

Bundessprecher bzw. Bundesvorsitzende der gesamtdeutschen Grünen bzw. von Bündnis 90/Die Grünen
| Zeitraum                                                            | Bundessprecher bzw. Bundesvorsitzende | Bundessprecher bzw. Bundesvorsitzende     | Bundessprecher bzw. Bundesvorsitzende | Bundessprecher bzw. Bundesvorsitzende       |
| ------------------------------------------------------------------- | ------------------------------------- | ----------------------------------------- | ------------------------------------- | ------------------------------------------- |
| 1991–1993                                                           |                                       | Ludger Volmer vormals: westdeutsche Grüne |                                       | Christine Weiske vormals: ostdeutsche Grüne |
| Zusammenschluss der Grünen mit Bündnis 90 zu Bündnis 90/Die Grünen. |                                       |                                           |                                       |                                             |
| 1991–1993                                                           |                                       | Ludger Volmer vormals: Grüne              |                                       | Marianne Birthler vormals: Bündnis 90       |
| 1994–1996                                                           |                                       | Krista Sager                              |                                       | Jürgen Trittin                              |
| 1996–1998                                                           |                                       | Gunda Röstel                              |                                       | Jürgen Trittin                              |
| 1998–2000                                                           |                                       | Gunda Röstel                              | Antje Radcke                          |                                             |
| 2000–2001                                                           |                                       | Fritz Kuhn                                |                                       | Renate Künast                               |
| 2001–2002                                                           |                                       | Fritz Kuhn                                | Claudia Roth                          |                                             |
| 2002–2004                                                           |                                       | Angelika Beer                             |                                       | Reinhard Bütikofer                          |
| 2004–2008                                                           |                                       | Claudia Roth                              |                                       | Reinhard Bütikofer                          |
| 2008–2013                                                           |                                       | Claudia Roth                              | Cem Özdemir                           |                                             |
| 2013–2018                                                           |                                       | Simone Peter                              | Cem Özdemir                           |                                             |
| 2018–2022                                                           |                                       | Annalena Baerbock                         |                                       | Robert Habeck                               |
| 2022–2024                                                           |                                       | Ricarda Lang                              |                                       | Omid Nouripour                              |
| seit 2024                                                           |                                       | Felix Banaszak                            |                                       | Franziska Brantner                          |

### Vizepräsidentinnen des Deutschen Bundestages

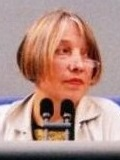
Antje Vollmer 1994 bis 2005
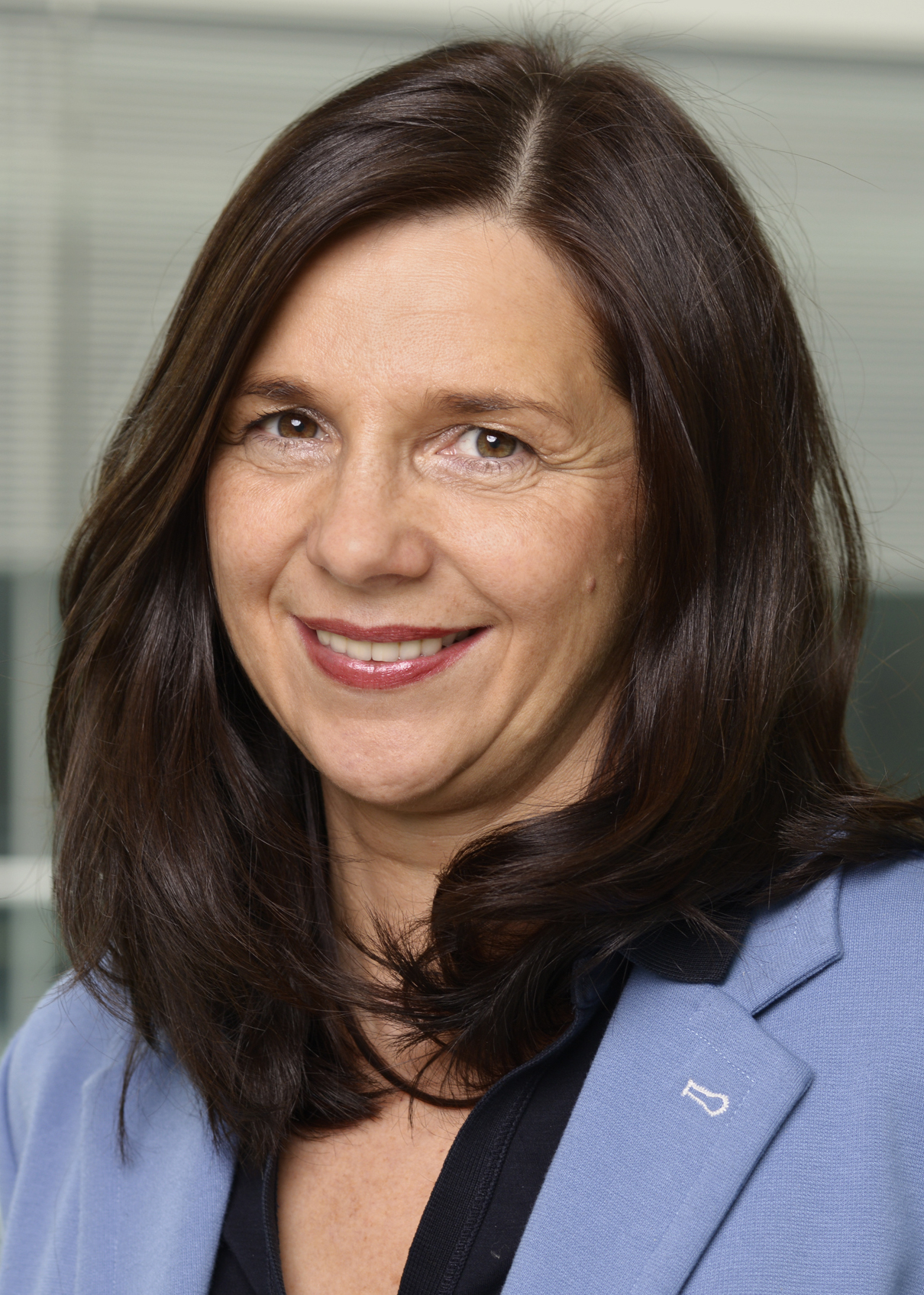
Katrin Göring-Eckardt 2005 bis 2013 und 2021 bis 2025
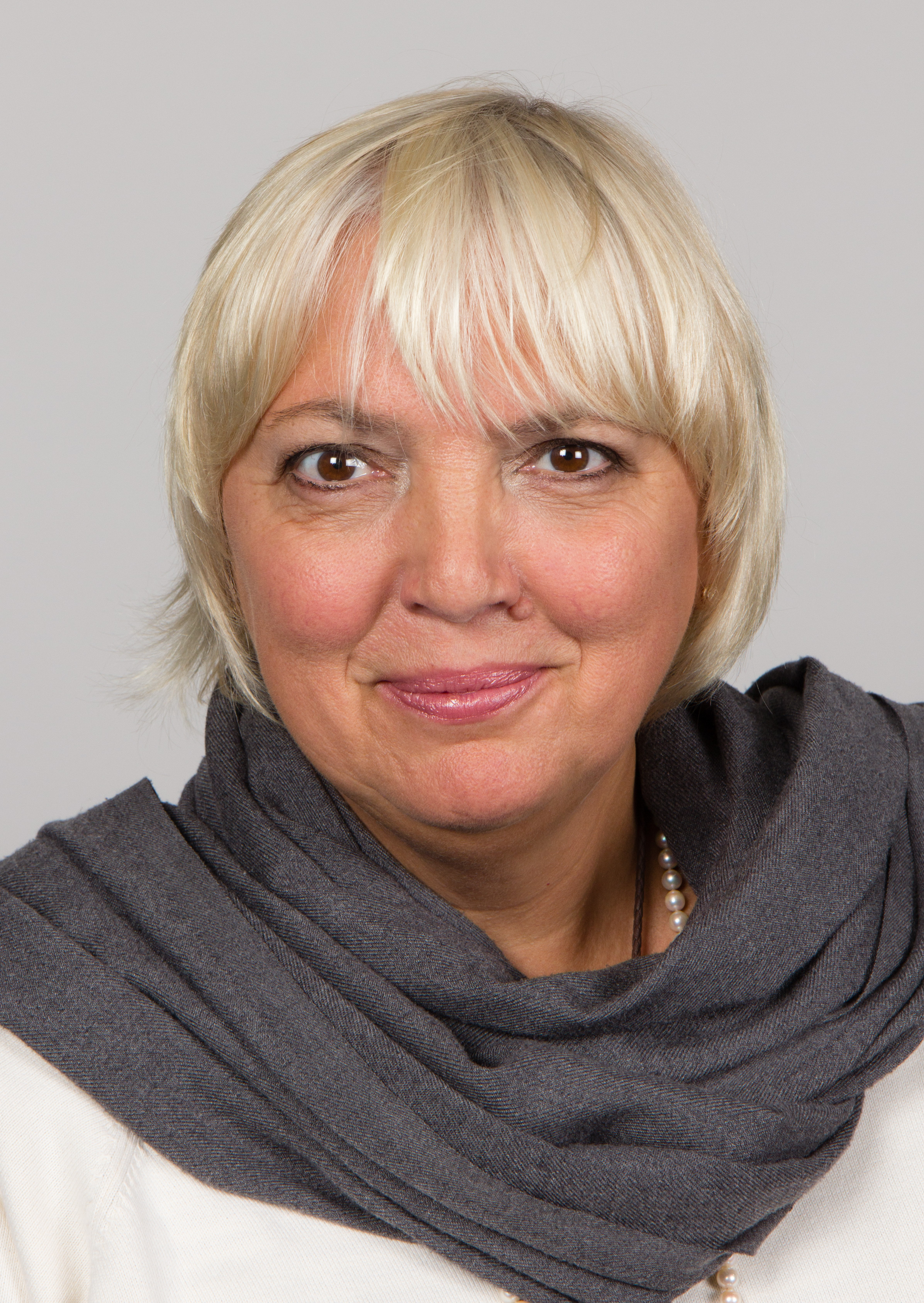
Claudia Roth 2013 bis 2021
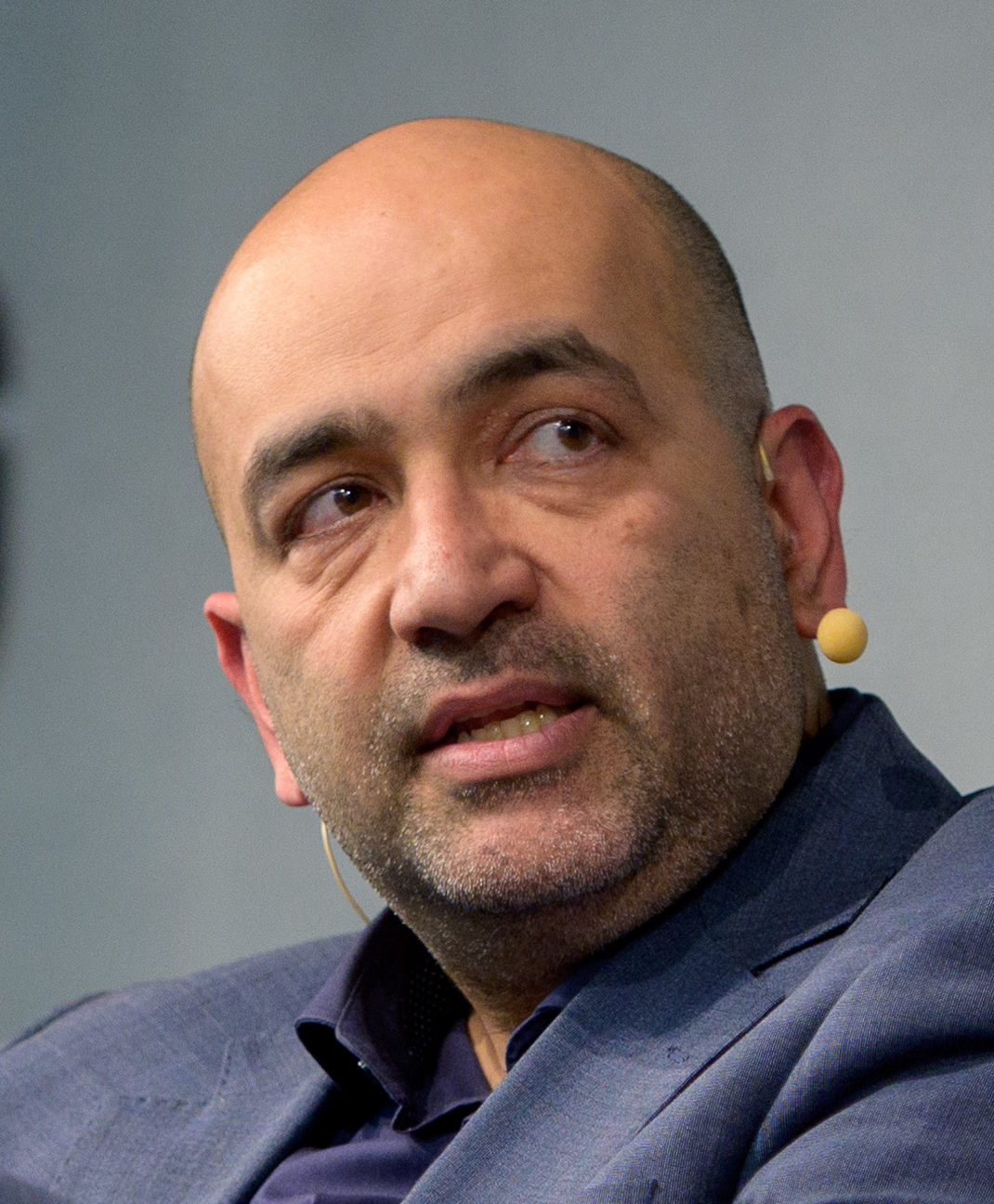
Omid Nouripour seit 2025

## Wahlen und Mandate

### Bundestagswahlergebnisse seit 1980
| Wahl | Partei/Liste          | Stimmenanzahl | Stimmenanteil | Sitze/Gesamtzahl Abgeordneter | Spitzenkandidat(en)                      |
| ---- | --------------------- | ------------- | ------------- | ----------------------------- | ---------------------------------------- |
| 1980 | Die Grünen            | 569.589       | 1,5 %         | 0/519                         | —                                        |
| 1983 | Die Grünen            | 2.167.431     | 5,6 %         | 28/520                        | —                                        |
| 1987 | Die Grünen            | 3.126.256     | 8,3 %         | 44/519                        | —                                        |
| 1990 | Die Grünen            | 1.788.200     | 4,8 % 1       | 0/662                         | —                                        |
| 1990 | Bündnis 90/Grüne      | 559.207       | 6,0 % 2       | 8/662                         | —                                        |
| 1994 | Bündnis 90/Die Grünen | 3.424.315     | 7,3 %         | 49/672                        | —                                        |
| 1998 | Bündnis 90/Die Grünen | 3.301.624     | 6,7 %         | 47/669                        | —                                        |
| 2002 | Bündnis 90/Die Grünen | 4.110.355     | 8,6 %         | 55/603                        | Joschka Fischer                          |
| 2005 | Bündnis 90/Die Grünen | 3.838.326     | 8,1 %         | 51/614                        | Joschka Fischer                          |
| 2009 | Bündnis 90/Die Grünen | 4.643.272     | 10,7 %        | 68/622                        | Jürgen Trittin und Renate Künast         |
| 2013 | Bündnis 90/Die Grünen | 3.694.057     | 8,4 %         | 63/631                        | Jürgen Trittin und Katrin Göring-Eckardt |
| 2017 | Bündnis 90/Die Grünen | 4.157.564     | 8,9 %         | 67/709                        | Katrin Göring-Eckardt und Cem Özdemir    |
| 2021 | Bündnis 90/Die Grünen | 6.814.408     | 14,7 %        | 118/735                       | Annalena Baerbock                        |
| 2025 | Bündnis 90/Die Grünen | 5.761.476     | 11,6 %        | 85/630                        | Robert Habeck                            |

### Europawahlergebnisse seit 1979
| Wahl | Partei/Liste          | Stimmenanzahl | Stimmenanteil | Sitze/Gesamtzahl deutscher Abgeordneter |
| ---- | --------------------- | ------------- | ------------- | --------------------------------------- |
| 1979 | SPV Die Grünen        | 893.683       | 3,2 %         | 0/81                                    |
| 1984 | Die Grünen            | 2.025.972     | 8,2 %         | 7/81                                    |
| 1989 | Die Grünen            | 2.382.102     | 8,4 %         | 8/80                                    |
| 1994 | Bündnis 90/Die Grünen | 3.563.268     | 10,1 %        | 12/99                                   |
| 1999 | Bündnis 90/Die Grünen | 1.741.494     | 6,4 %         | 7/99                                    |
| 2004 | Bündnis 90/Die Grünen | 3.079.728     | 11,9 %        | 13/99                                   |
| 2009 | Bündnis 90/Die Grünen | 3.194.509     | 12,1 %        | 14/99                                   |
| 2014 | Bündnis 90/Die Grünen | 3.139.274     | 10,7 %        | 11/96                                   |
| 2019 | Bündnis 90/Die Grünen | 7.677.071     | 20,5 %        | 21/96                                   |
| 2024 | Bündnis 90/Die Grünen | 4.738.227     | 11,9 %        | 12/96                                   |

### Landtagswahlergebnisse seit 1990
| Jahr | BW   | BY   | BE    | BB    | HB   | HH   | HE   | MV    | NI   | NW   | RP   | SL   | SN    | ST    | SH   | TH    |      | DE    | EU  |
| ---- | ---- | ---- | ----- | ----- | ---- | ---- | ---- | ----- | ---- | ---- | ---- | ---- | ----- | ----- | ---- | ----- | ---- | ----- | --- |
| 1990 | 7,9  | 6,4  | 9,4 1 | 9,3 2 | 10,2 | 7,0  | 9,4  | 9,3 3 | 5,5  | 5,0  | 5,9  | 2,6  | 5,6 4 | 5,3 5 | 2,9  | 6,5 6 |      | 5,1 7 | 8,4 |
| 1991 | 7,9  | 6,4  | 9,4 1 | 9,3 2 | 11,4 | 7,2  | 8,8  | 9,3 3 | 5,5  | 5,0  | 6,5  | 2,6  | 5,6 4 | 5,3 5 | 2,9  | 6,5 6 |      | 5,1 7 | 8,4 |
| 1992 | 9,5  | 6,4  | 9,4 1 | 9,3 2 | 11,4 | 7,2  | 8,8  | 9,3 3 | 5,5  | 5,0  | 6,5  | 2,6  | 5,6 4 | 5,3 5 | 4,97 | 6,5 6 |      | 5,1 7 | 8,4 |
| 1993 | 9,5  | 6,4  | 9,4 1 | 9,3 2 | 11,4 | 13,5 | 8,8  | 9,3 3 | 5,5  | 5,0  | 6,5  | 2,6  | 5,6 4 | 5,3 5 | 4,97 | 6,5 6 |      | 5,1 7 | 8,4 |
| 1994 | 9,5  | 6,1  | 9,4 1 | 2,9   | 11,4 | 13,5 | 8,8  | 3,7   | 7,4  | 5,0  | 6,5  | 5,5  | 4,1   | 5,1   | 4,97 | 4,5   | 7,3  | 10,1  |     |
| 1995 | 9,5  | 6,1  | 13,2  | 2,9   | 13,1 | 13,5 | 11,2 | 3,7   | 7,4  | 10,0 | 6,5  | 5,5  | 4,1   | 5,1   | 4,97 | 4,5   | 7,3  | 10,1  |     |
| 1996 | 12,1 | 6,1  | 13,2  | 2,9   | 13,1 | 13,5 | 11,2 | 3,7   | 7,4  | 10,0 | 6,9  | 5,5  | 4,1   | 5,1   | 8,1  | 4,5   | 7,3  | 10,1  |     |
| 1997 | 12,1 | 6,1  | 13,2  | 2,9   | 13,1 | 13,9 | 11,2 | 3,7   | 7,4  | 10,0 | 6,9  | 5,5  | 4,1   | 5,1   | 8,1  | 4,5   | 7,3  | 10,1  |     |
| 1998 | 12,1 | 5,7  | 13,2  | 2,9   | 13,1 | 13,9 | 11,2 | 2,7   | 7,0  | 10,0 | 6,9  | 5,5  | 4,1   | 3,2   | 8,1  | 4,5   | 6,7  | 10,1  |     |
| 1999 | 12,1 | 5,7  | 9,9   | 1,9   | 8,9  | 13,9 | 7,2  | 2,7   | 7,0  | 10,0 | 6,9  | 3,2  | 2,6   | 3,2   | 8,1  | 1,9   | 6,7  | 6,4   |     |
| 2000 | 12,1 | 5,7  | 9,9   | 1,9   | 8,9  | 13,9 | 7,2  | 2,7   | 7,0  | 7,1  | 6,9  | 3,2  | 2,6   | 3,2   | 6,2  | 1,9   | 6,7  | 6,4   |     |
| 2001 | 7,7  | 5,7  | 9,1   | 1,9   | 8,9  | 8,6  | 7,2  | 2,7   | 7,0  | 7,1  | 5,2  | 3,2  | 2,6   | 3,2   | 6,2  | 1,9   | 6,7  | 6,4   |     |
| 2002 | 7,7  | 5,7  | 9,1   | 1,9   | 8,9  | 8,6  | 7,2  | 2,6   | 7,0  | 7,1  | 5,2  | 3,2  | 2,6   | 2,0   | 6,2  | 1,9   | 8,6  | 6,4   |     |
| 2003 | 7,7  | 7,7  | 9,1   | 1,9   | 12,8 | 8,6  | 10,1 | 2,6   | 7,6  | 7,1  | 5,2  | 3,2  | 2,6   | 2,0   | 6,2  | 1,9   | 8,6  | 6,4   |     |
| 2004 | 7,7  | 7,7  | 9,1   | 3,6   | 12,8 | 12,3 | 10,1 | 2,6   | 7,6  | 7,1  | 5,2  | 5,6  | 5,1   | 2,0   | 6,2  | 4,5   | 8,6  | 11,9  |     |
| 2005 | 7,7  | 7,7  | 9,1   | 3,6   | 12,8 | 12,3 | 10,1 | 2,6   | 7,6  | 6,2  | 5,2  | 5,6  | 5,1   | 2,0   | 6,2  | 4,5   | 8,1  | 11,9  |     |
| 2006 | 11,7 | 7,7  | 13,1  | 3,6   | 12,8 | 12,3 | 10,1 | 3,4   | 7,6  | 6,2  | 4,6  | 5,6  | 5,1   | 3,6   | 6,2  | 4,5   | 8,1  | 11,9  |     |
| 2007 | 11,7 | 7,7  | 13,1  | 3,6   | 16,5 | 12,3 | 10,1 | 3,4   | 7,6  | 6,2  | 4,6  | 5,6  | 5,1   | 3,6   | 6,2  | 4,5   | 8,1  | 11,9  |     |
| 2008 | 11,7 | 9,4  | 13,1  | 3,6   | 16,5 | 9,6  | 7,5  | 3,4   | 8,0  | 6,2  | 4,6  | 5,6  | 5,1   | 3,6   | 6,2  | 4,5   | 8,1  | 11,9  |     |
| 2009 | 11,7 | 9,4  | 13,1  | 5,7   | 16,5 | 9,6  | 13,7 | 3,4   | 8,0  | 6,2  | 4,6  | 5,9  | 6,4   | 3,6   | 12,4 | 6,2   | 10,7 | 12,1  |     |
| 2010 | 11,7 | 9,4  | 13,1  | 5,7   | 16,5 | 9,6  | 13,7 | 3,4   | 8,0  | 12,1 | 4,6  | 5,9  | 6,4   | 3,6   | 12,4 | 6,2   | 10,7 | 12,1  |     |
| 2011 | 24,2 | 9,4  | 17,6  | 5,7   | 22,5 | 11,2 | 13,7 | 8,7   | 8,0  | 12,1 | 15,4 | 5,9  | 6,4   | 7,1   | 12,4 | 6,2   | 10,7 | 12,1  |     |
| 2012 | 24,2 | 9,4  | 17,6  | 5,7   | 22,5 | 11,2 | 13,7 | 8,7   | 8,0  | 11,3 | 15,4 | 5,0  | 6,4   | 7,1   | 13,2 | 6,2   | 10,7 | 12,1  |     |
| 2013 | 24,2 | 8,6  | 17,6  | 5,7   | 22,5 | 11,2 | 11,1 | 8,7   | 13,7 | 11,3 | 15,4 | 5,0  | 6,4   | 7,1   | 13,2 | 6,2   | 8,4  | 12,1  |     |
| 2014 | 24,2 | 8,6  | 17,6  | 6,2   | 22,5 | 11,2 | 11,1 | 8,7   | 13,7 | 11,3 | 15,4 | 5,0  | 5,7   | 7,1   | 13,2 | 5,7   | 8,4  | 10,7  |     |
| 2015 | 24,2 | 8,6  | 17,6  | 6,2   | 15,1 | 12,3 | 11,1 | 8,7   | 13,7 | 11,3 | 15,4 | 5,0  | 5,7   | 7,1   | 13,2 | 5,7   | 8,4  | 10,7  |     |
| 2016 | 30,3 | 8,6  | 15,2  | 6,2   | 15,1 | 12,3 | 11,1 | 4,8   | 13,7 | 11,3 | 5,3  | 5,0  | 5,7   | 5,2   | 13,2 | 5,7   | 8,4  | 10,7  |     |
| 2017 | 30,3 | 8,6  | 15,2  | 6,2   | 15,1 | 12,3 | 11,1 | 4,8   | 8,7  | 6,4  | 5,3  | 4,0  | 5,7   | 5,2   | 12,9 | 5,7   | 8,9  | 10,7  |     |
| 2018 | 30,3 | 17,6 | 15,2  | 6,2   | 15,1 | 12,3 | 19,8 | 4,8   | 8,7  | 6,4  | 5,3  | 4,0  | 5,7   | 5,2   | 12,9 | 5,7   | 8,9  | 10,7  |     |
| 2019 | 30,3 | 17,6 | 15,2  | 10,8  | 17,4 | 12,3 | 19,8 | 4,8   | 8,7  | 6,4  | 5,3  | 4,0  | 8,6   | 5,2   | 12,9 | 5,2   | 8,9  | 20,5  |     |
| 2020 | 30,3 | 17,6 | 15,2  | 10,8  | 17,4 | 24,2 | 19,8 | 4,8   | 8,7  | 6,4  | 5,3  | 4,0  | 8,6   | 5,2   | 12,9 | 5,2   | 8,9  | 20,5  |     |
| 2021 | 32,6 | 17,6 | 18,9  | 10,8  | 17,4 | 24,2 | 19,8 | 6,3   | 8,7  | 6,4  | 9,3  | 4,0  | 8,6   | 5,9   | 12,9 | 5,2   | 14,7 | 20,5  |     |
| 2022 | 32,6 | 17,6 | 18,9  | 10,8  | 17,4 | 24,2 | 19,8 | 6,3   | 14,5 | 18,2 | 9,3  | 4,99 | 8,6   | 5,9   | 18,3 | 5,2   | 14,7 | 20,5  |     |
| 2023 | 32,6 | 14,4 | 18,4  | 10,8  | 11,9 | 24,2 | 14,8 | 6,3   | 14,5 | 18,2 | 9,3  | 4,99 | 8,6   | 5,9   | 18,3 | 5,2   | 14,7 | 20,5  |     |
| 2024 | 32,6 | 14,4 | 18,4  | 4,1   | 11,9 | 24,2 | 14,8 | 6,3   | 14,5 | 18,2 | 9,3  | 4,99 | 5,1   | 5,9   | 18,3 | 3,2   | 14,7 | 11,9  |     |
| 2025 | 32,6 | 14,4 | 18,4  | 4,1   | 11,9 | 18,5 | 14,8 | 6,3   | 14,5 | 18,2 | 9,3  | 4,99 | 5,1   | 5,9   | 18,3 | 3,2   | 11,6 | 11,9  |     |

| Im Parlament vertreten                                                                     |
| In der Regierung als kleiner Koalitionspartner vertreten                                   |
| In der Regierung als großer Koalitionspartner vertreten und stellt den Ministerpräsidenten |
| fett: Bestes Ergebnis in diesem Land bzw. im Bund seit 1990                                |
| kursiv: Schlechtestes Ergebnis in diesem Land bzw. im Bund seit 1990                       |